# Mishima Yukio

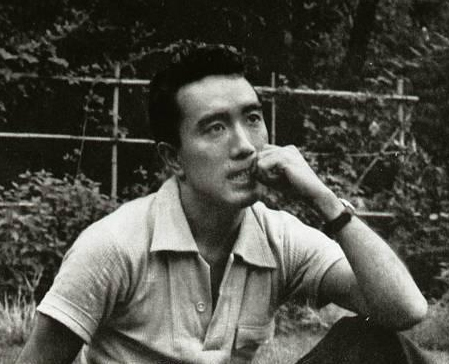
Yukio Mishima 1956

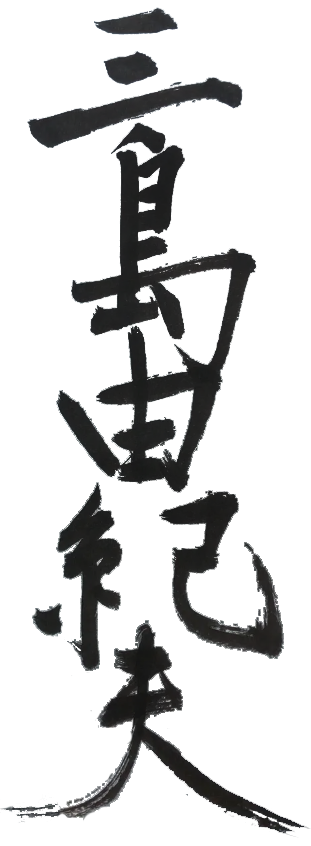
Signatur

Mishima Yukio (japanisch 三島　由紀夫; im Deutschen Yukio Mishima; * 14. Januar 1925 in Tokio als Hiraoka Kimitake (平岡 公威); † 25. November 1970 ebenda) war ein japanischer Schriftsteller, Poet, Bühnenautor, Regisseur, Schauspieler, Model, Ultranationalist, Ikone der extremen Rechten und Anführer eines gescheiterten Putschversuches, der letztendlich in seinem Suizid endete. Mishima schrieb Romane, Drehbücher, Schauspiele, Erzählungen, Gedichte sowie ein Libretto und gilt als einer der repräsentativsten Schriftsteller der japanischen Nachkriegsliteratur und wurde mehrfach für den Literaturnobelpreis nominiert
Seine avantgardistischen Werke sind charakterisiert durch ein weitgefächertes Vokabular, vielschichtige Metaphern, die Fusion traditionaler japanischer mit moderner westlicher Literatur und seine Obsession hinsichtlich der Einheit von Schönheit, Erotik und Tod.
Mishimas politische Tätigkeiten machen ihn bis heute zu einer kontroversen Figur. In seinen späteren Jahren verstärkten sich seine politischen Tendenzen und er gründete die Tatenokai (盾の会, wörtlich: „Schildgesellschaft“, nach der englischen Übersetzung Shield Society von Mishima selbst auch mit SS abgekürzt), eine paramilitärische Organisation, die die Macht des Kaisers wiederherstellen wollte. Er war gegen die Verwestlichung Japans, da er das Gefühl hatte, dass dessen Einfluss mit Ideen, wie dem Materialismus das Land korrumpierte und seines wesentlichen „Geistes“ (kokutai) beraubte. Er war ebenfalls ein erklärter Feind der Ordnung der Nachkriegsdemokratie, als auch des Kommunismus, der japanischen Linken und bekannte sich offen zu den Werten des Shintō. Sein politisches Weltbild fasste er in seinem Essay Verteidigung einer Kultur zusammen.
Am 25. November 1970 besuchten vier Mitglieder der Tatenokai die Ichigaya-Garnison der Selbstverteidigungsstreitkräfte (heute das Hauptquartier des Verteidigungsministeriums), nahmen den Kommandanten als Geisel, hielten auf dem Balkon eine Rede, in der sie zum Umsturz aufriefen, und begingen unter Umständen rituellen Selbstmord. Der Vorfall hatte einen großen Einfluss auf die Gesellschaft als auch auf die literarische Welt, und trug maßgeblich zur Geburt der Neuen Rechten bei. Der Putschversuch wurde nachher als „Mishima-Vorfall“ weltweit bekannt.
Sein Werk umfasst die Romane Bekenntnisse einer Maske, Der Klang der Wellen, Der Tempelbrand, Nach dem Bankett, Der Seemann, der die See verriet, die Kurzgeschichte Patriotismus, sowie seinen autobiografischen Essay Sonne und Stahl. Auch in der Theaterszene konnte er sich durch international gepriesene Werke wie Rokumeikan, Madame de Sade und Mein Freund Hitler etablieren; seine Theatersammlung Fünf moderne Nō-Spiele gilt allgemeinhin als das Werk, das traditionelles japanisches Theater auch im Ausland salonfähig gemacht hat.
Sein Opus magnum entstand zwischen 1965 und 1970 in Form der Roman-Tetralogie Das Meer der Fruchtbarkeit, bestehend aus Schnee im Frühling, Unter dem Sturmgott, Der Tempel der Morgendämmerung und Die Todesmale des Engels. Mishima sollte 1968 als erster japanischer Autor mit dem Nobelpreis für Literatur ausgezeichnet werden. Der Preis wurde jedoch aus politischen Gründen noch vor der Verleihung zurückgezogen. Zur Ehrung seines Lebenswerkes wurde 1988 der Mishima-Preis eingeführt, der seither jährlich vergeben wird.

## Leben

### Frühe Jahre

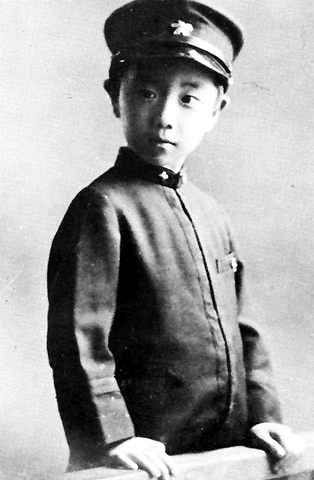
Mishima Yukio bei der Einschulung 1931

Mishima wurde unter dem Namen Hiraoka Kimitake als Sohn von Hiraoka Azusa, einem Beamten der japanischen Fischereibehörde, und Hiraoka Shizue (geborene Hara) im heutigen Tokioter Bezirk Shinjuku geboren. Er hatte einen Bruder namens Chiyuki, sowie eine Schwester namens Mitsuko, die 1945 im Alter von 17 Jahren an Typhus starb. Seinen Rufnamen Kimitake (公威, in Kanji auch als Kōi ausgesprochen) erhielt er in Ehren des japanischen Naturwissenschaftlers Furuichi Kōi, der seinem Großvater väterlicherseits, Sadataro Hiraoka, als Mentor diente.
Seine Familie gehörte der japanischen Oberschicht an. Sein Großvater mütterlicherseits, Kenzō Hashi, war Lehrer für chinesische Literatur an einer Privatschule in Arakawa und diente mit seiner Familie seit Generationen dem Samurai-Klan der Maeda. Seine frühe Kindheit wurde jedoch stark von seiner Großmutter väterlicherseits, Hiraoka Natsuko, geprägt, die Mishima für mehrere Jahre von seinen Eltern trennte und eigenständig aufzog. Natsuko war die Tochter von Matsudaira Yoritaka, einem Daimyō der Provinz Hitachi, und wurde unter Arisugawa Taruhito im japanischen Kaiserhaus aufgezogen. Auch nachdem sie aus dem Kaiserhaus ausgezogen war und Sadatarō Hiraoka, einen früheren General und Beamten der Präfektur Karafuto, geheiratet hatte, behielt sie ihre aristokratischen Ansprüche aus der Erziehung, welche einen großen Einfluss auf Mishimas spätere Literatur hatten. Natsuko neigte gelegentlich zu gewalttätigen Wutausbrüchen und verbot Mishima ausdrücklich den Umgang mit anderen Jungen seines Alters, sodass er viel Zeit alleine oder mit seinen Cousinen verbrachte. Vor allem ersteres wird von zeitgenössischen Biografen oft als Quelle für Mishimas sonderbare Faszination mit dem Tod spekuliert.
Mit zwölf Jahren kam Mishima wieder zu seinen Eltern zurück und entwickelte eine enge Beziehung zu seiner Mutter. Sein Vater, Azusa, hingegen drillte ihn mit militärischer Disziplin und verspottete seine Hingabe für Literatur als „weibisch“. Azusa legte großen Wert darauf, dass sein Sohn möglichst „maskulin“ wird und wandte dementsprechende Erziehungsmethoden an. Zum Beispiel hielt er Mishima als Säugling an einen vorbeifahrenden Zug oder untersuchte in seiner Jugend dessen Zimmer auf Manuskripte, um diese zu zerreißen und Mishima daraufhin zu malträtieren. Obwohl Azusa seinem Sohn verbot, weiter an Geschichten zu schreiben, schrieb dieser heimlich weiter. Seine Mutter unterstützte ihn bei seinem Vorhaben, indem sie seine Manuskripte vor ihrem Ehemann versteckte und ihrem Sohn Kritik zu seinen Geschichten gab.
Als Mishima 13 war, nahm ihn seine Großmutter Natsuko zu seinem ersten Kabuki-Schauspiel Kanadehon Chūshingura, einer Allegorie der historischen 47 Rōnin, mit. Seine Großmutter mütterlicherseits, Tomi Hashi, besuchte mit ihm sein erstes Nō-Schauspiel Miwa wenig später. Mishima benannte beide Veranstaltungen später als den Ursprung seiner Affinität für Kabuki und Nō. Als Jugendlicher besuchte er monatlich Schauspiele derart und recherchierte die Geschichte traditioneller japanischer darstellender Kunst.

### Schulzeit und erste Werke

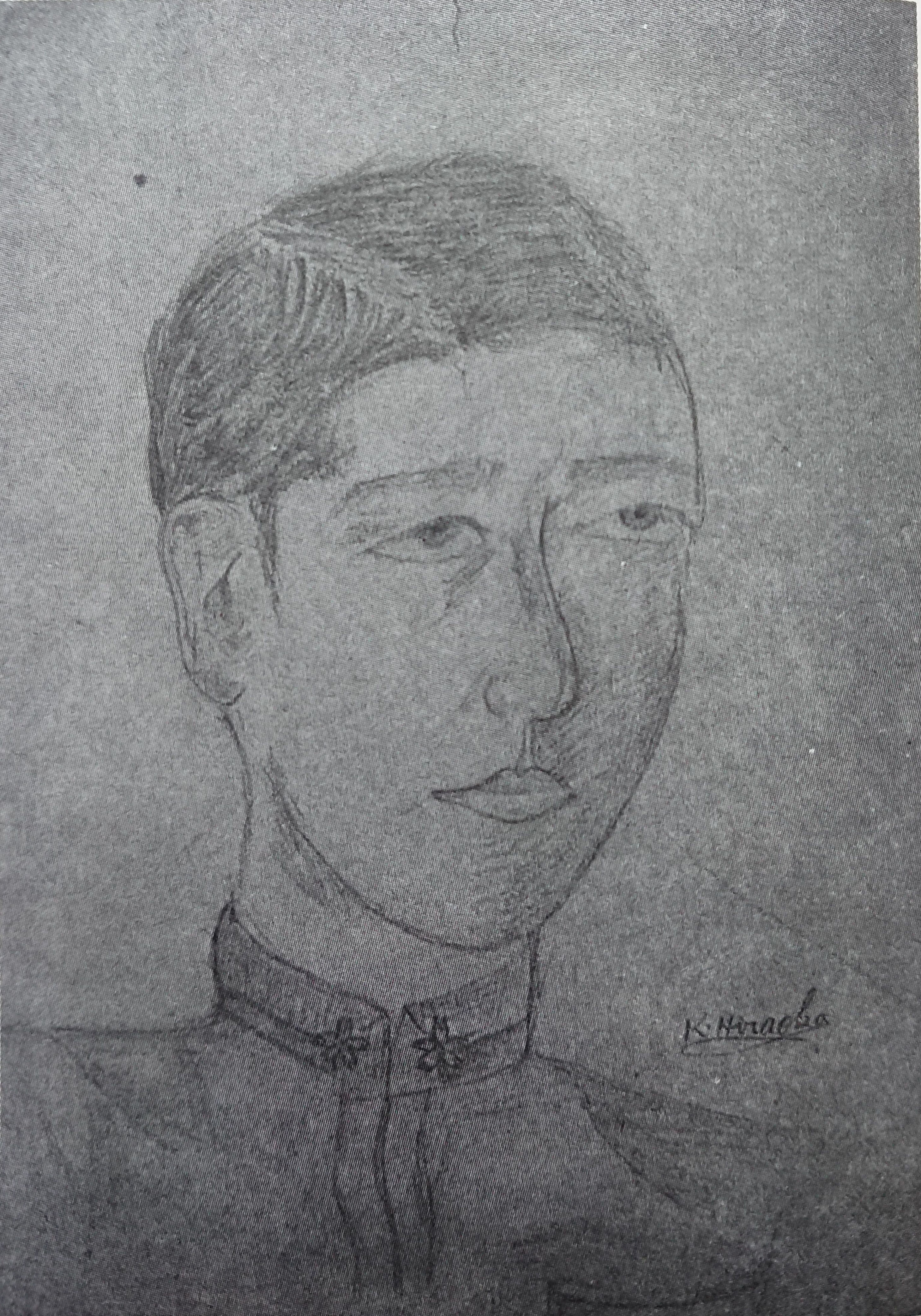
Selbstporträt Mishimas aus der Mittelschule

Mit sechs Jahren besuchte Mishima dank Natsukos Initiative und gegen den Willen seiner Eltern das Gakushūin, eine staatliche Eliteschule, die in der Meiji-Zeit gegründet worden war, ursprünglich zu dem Zwecke, Nachfahren des feudalistischen Adels auszubilden. Inspiriert von Oscar Wilde, Rainer Maria Rilke, Raymond Radiguet sowie einer Vielzahl japanischer Autoren, schrieb er mit zwölf Jahren seine ersten eigenen Texte nicht nur in japanischer, sondern auch in französischer, deutscher und englischer Sprache, die er sich autodidaktisch beigebracht hatte. Im selben Jahr wurde er jüngstes Mitglied der Redaktion der Schülerzeitung. Dort wurde er erstmals auf die Werke des japanischen Autors Michizō Tachihara aufmerksam, zu dem er eine große Affinität entwickelte und dessen Waka-Schreibstil er in Folge adaptierte. Seine ersten Beiträge in der Gakushūin-Literaturzeitschrift Hojinkai-zasshi waren ausschließlich als Haiku und Waka verfasst, ehe er sich der Prosa zuwandte.
1941, mit 16 Jahren, sollte Mishima eine Kurzgeschichte für Hojinkai-zasshi verfassen. Sein Beitrag wurde letztlich Hanazakari no Mori (dt. Der Wald in voller Blüte), eine Erzählung über einen Jungen, der das Gefühl hat, dass seine Vorfahren in seinem Körper weiterleben und der dies als Ursache seiner inneren Unruhe ansieht. Die Geschichte bedient sich diverser Metaphern und Aphorismen, die später Mishimas Markenzeichen werden sollten. Die erste Kopie seines Manuskripts sandte er zwecks konstruktiver Kritik an seinen Japanischlehrer Fumio Shimizu. Shimizu war so beeindruckt, dass er die Kopie zu einem Treffen der renommierten Literatur-Zeitschrift Bungei Bunka mitnahm, deren Mitherausgeber er war. Dort wurde die Kurzgeschichte mit Wohlwollen aufgenommen und schließlich publiziert. 1944 wurde sie als Buch veröffentlicht. Dessen ursprünglich höher geplante Auflage musste wegen der Papierknappheit im Krieg auf 4000 Exemplare limitiert werden.
Um ihn vor möglichen Auseinandersetzungen mit seinem Vater Azusa und vor dem Mobbing seiner Klassenkameraden zu beschützen, erfand die Redaktion von Bungei Bunka das Pseudonym Yukio Mishima. Der Name Mishima rührt vom Bahnhof Mishima her, durch den Shimizu und sein Redaktions-Kollege Zenmei Hasuda auf dem Weg zum Redaktionstreffen fuhren. Der Name Yukio kommt von yuki (雪), dem japanischen Wort für Schnee, ein Bezug auf den Schnee auf dem Fuji-Vulkan, an dem der Zug vorbeifuhr. Im Magazin schrieb Hasuda über Mishima:

„Der jugendliche Autor ist ein vom Himmel gesandtes Kind ewiger japanischer Geschichte. Er ist viel jünger als wir, aber beginnt seine Karriere bereits jetzt ziemlich erwachsen.“

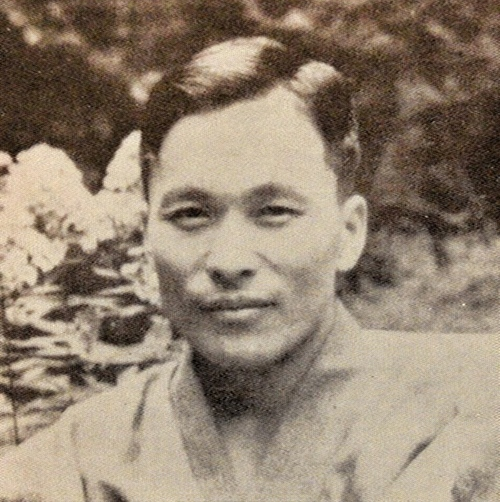
Zenmei Hasuda, vor 1940

Hasuda, den Mishima später als seinen Mentor bezeichnete, war ein leidenschaftlicher Nationalist und Bewunderer Motoori Norinagas (1730–1801), einer der Schlüsselfiguren der Kokugaku-Bewegung aus der Edo-Zeit, der für die Wichtigkeit japanischer Traditionen und die Treue zum Kaiser warb. Hasuda war 1938 als Soldat der kaiserlich-japanischen Armee in China stationiert und wurde 1943 erneut eingezogen. Auf seiner Abschiedsfeier verabschiedete er Mishima mit den Worten:

„Ich betraue dich mit der Zukunft Japans, Junge.“

Mishima bezeichnete diese Worte später als außerordentlich wichtig für ihn und seinen weiteren Werdegang.
Im letzten Quartal 1941 verfasste Mishima in seinem Tagebuch einen Aufsatz über seine Hingabe zu Shinto, betitelt Der Weg der Götter (惟神之道). Mishimas Kurzgeschichte Die Zigarette (煙草), veröffentlicht 1946, befasst sich mit dem Mobbing, das er erfahren musste, nachdem er seinen Schulkameraden aus dem Rugby-Club gesagt hatte, dass er zum Literaturclub wechseln würde. Sein dabei erfahrenes Trauma gilt auch als Inspiration für die 1954 veröffentlichte Kurzgeschichte Der Junge, der Geschichte schrieb (詩を書く少年). Ein weiterer Handlungsstrang in Die Zigarette ist eine enge Freundschaft zu einem Jungen, die daran zerbricht, dass das lyrische Ich diesem seine Liebe gesteht. Die Geschichte ist damit die erste von vielen des damals noch 16-jährigen Mishima, in der er auf seine Homosexualität anspielte.
Am 9. September 1944 absolvierte Mishima die Gakushūin-Oberschule als Stufenbester und wurde in Folge zum Schülersprecher gewählt. Der damalige Kaiser Hirohito war bei der Zeremonie anwesend und überreichte ihm eine silberne Armbanduhr. Diesen Moment hob Mishima später als besonders bedeutend hervor.
Am 27. April 1944 sollte Mishima eingezogen werden, um in der Kaiserlich Japanischen Armee im Zweiten Weltkrieg zu dienen. Aufgrund seiner schwächlichen Konstitution und diverser Erkrankungen bestand er die medizinische Routine-Untersuchung mit einem gerade einmal den durchschnittlichen Anforderungen genügenden Ergebnis. Am Tag seiner Musterung, dem 10. Februar 1945, zog er sich eine Erkältung zu, die von einem Armeearzt als Tuberkulose fehldiagnostiziert wurde. Da er damit als wehrdienstuntauglich galt, wurde er ausgemustert. Historiker hoben dieses Ereignis später als bedeutsam für Mishimas weitere Entwicklung hervor. Dass Mishima die Routineuntersuchung unterdurchschnittlich abschloss und letztlich nicht einmal eingezogen wurde, soll wesentlich zu seinen Minderwertigkeitskomplexen wegen seiner schwächlichen körperlichen Verfassung und damit zu seiner späteren Besessenheit auf körperliche Fitness beigetragen haben.
Einen Tag vor seinem gescheiterten Eintritt in den Militärdienst schrieb Mishima einen Abschiedsbrief an seine Familie mit den Abschiedsworten „Lang lebe der Kaiser!“ (天皇陛下万歳), welchem er als Andenken für seine Eltern abgeschnittene Haare beigelegt hatte. Die Einheit, der Mishima beitreten sollte, wurde auf die Philippinen geschickt und nahezu vollständig aufgerieben. Während Mishimas Eltern sich freuten, dass dieser dem Einsatz entgangen war, empfand er selbst dies ambivalent. Seine Mutter berichtete später, sie habe ihn dabei belauscht, wie er den Wunsch äußerte, den tokkō beizutreten, einer Spezialeinheit der Kaiserlich Japanischen Armee. Er bekundete seinen Neid auf Kamikaze-Einsatztruppen.
Die Radioansprache Gyokuon-hōsō des Kaisers Hirohito, in der dieser am 15. August 1945 die Kapitulation Japans bekannt gab, soll Mishima persönlich stark zugesetzt haben. Hirohitos Versprechen, die japanische Kultur zu wahren, kommentierte er am selben Tag in seinem Tagebuch so:

„Nur indem wir die japanische Irrationalität bewahren, wird es uns möglich sein, in 100 Jahren zu der Kultur der Welt beizutragen.“

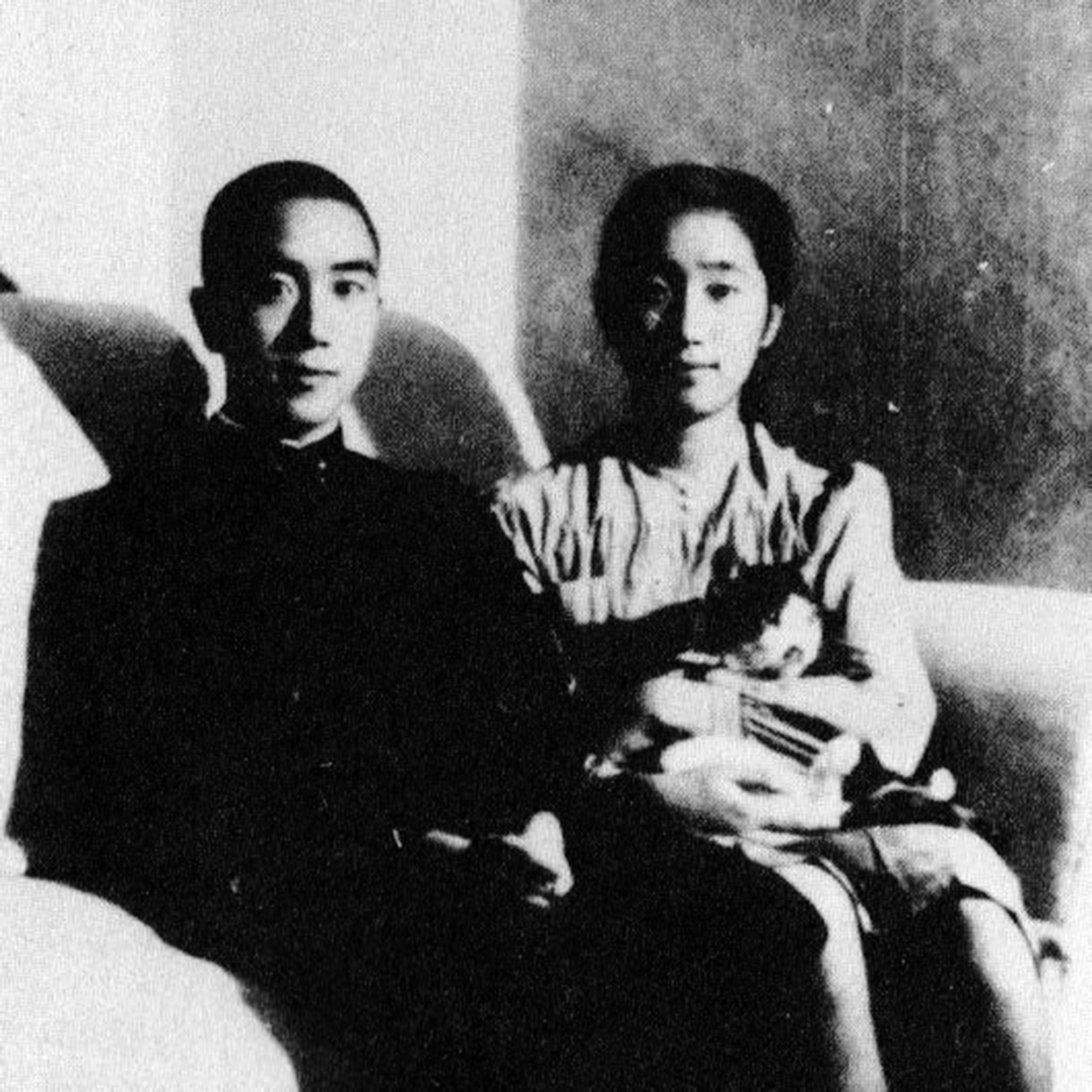
Mishima mit seiner Schwester (1944)

Am 19. August, vier Tage nach Japans Kapitulation, tötete Mishimas Mentor Zenmei Hasuda einen Offizier, der sich kritisch gegenüber dem Kaiser geäußert hatte, und erschoss sich dann selbst. Mishima erfuhr von dem Vorfall erst ein Jahr später und schrieb ein Gedicht zum Gedenken an Hasuda, das im November 1946 bei dessen verspätetem Gedenkgottesdienst vorgetragen wurde. Am 23. Oktober 1945 verstarb Mishimas jüngere Schwester Mitsuko an Typhus, den sie sich kurz zuvor durch das Trinken ungereinigten Leitungswassers zugezogen hatte. Im selben Zeitraum erfuhr Mishima, dass seine Schulfreundin Kuniko Mitani, mit der er eine Hochzeit geplant hatte, mit einem anderen Mann verlobt war. Wegen der aus diesen Umständen entstandenen Sinnkrise bezeichnete Mishima später das Jahr 1945 als sein prägendstes. Kuniko Mitani war unter anderem seine Inspiration für die weibliche Hauptrolle Sonoko in seinem Ersterfolgsroman Bekenntnisse einer Maske. An eine Briefbekanntschaft schrieb Mishima später:

„Hätte ich nicht über sie (Mitani) geschrieben, dann wäre ich nicht mehr am Leben.“

Am Ende des Krieges gab sein Vater Azusa den Bitten seines Sohnes nach und gestattete ihm das Schreiben aus Liebhaberei. Da er seinen Sohn jedoch weiterhin in der Rolle eines Beamten sah, brachte er Mishima von seinem ursprünglichen Plan ab, Literaturwissenschaft zu studieren, und überzeugte ihn, sich an der Fakultät für Rechtswissenschaft an der Universität Tokio einzuschreiben. Trotz seiner anfänglichen Skepsis faszinierte dieses Studium Mishima zunehmend. Insbesondere die Vorlesungen zum Strafrecht, Strafprozessrecht und zur Strafethik bei Dandō Shigemitsu nannte er eine starke Inspiration für seine eigene Philosophie. Seinem Vater dankte er später schriftlich für die Entscheidung.
Obwohl er neben den tagsüber besuchten Vorlesungen sich nachts dem Schreiben widmete, bestand Mishima am 28. November 1947 sein Studium mit Bestnoten. Auch die zivile Prüfung am 13. Dezember 1947, eine Rekrutierungsprüfung für höhere Beamte, bestand er und erhielt so einen Posten im Finanzministerium. Aufgrund der Doppelbelastung durch seine Schriftstellertätigkeit und sein Bürokratendasein litt Mishima zunehmend an Überlastung und Schlafmangel. Nach einem Vorfall im August 1948, bei dem Mishima am Bahnhof Shibuya gestolpert war und sich den Kopf am Bahnsteig aufgeschlagen hatte, erlaubte ihm sein Vater, seine Stellung zu kündigen und sich voll dem Schreiben zu widmen. Seine Kurzgeschichte Eine Geschichte am Kap (岬にての物語), die 1945 verfasst wurde, bekam Ende 1948 lokale Aufmerksamkeit, als der renommierte japanische Lyriker Itō Shizuo sie in einer Kritik lobte.

### Nachkriegsliteratur

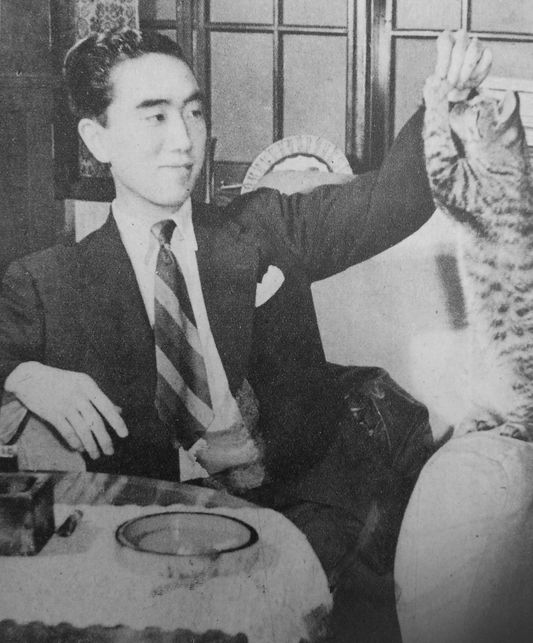
Mishima (1948) zusammen mit seinen Katzen

Nach Japans Niederlage im Zweiten Weltkrieg wurde das Land durch die Alliierten, allen voran den USA, besetzt. Auf Befehl der Besatzungsmächte wurden viele zuvor wichtige Posten geräumt. Die Medien wurden zensiert, denen auferlegt wurde, keine Staatspropaganda oder sonstige Formen nationalistischer Ideen unters Volk zu bringen. Im sogenannten katanagari wurden bis zu 3 Millionen traditionelle Kampfschwerter der japanischen Zivilbevölkerung konfisziert, die traditionelle Kampfsportart Kendō wurde hoheitlich verboten und selbst bei der noch erlaubten Kampfvariante mit Bambusschwertern war der Kendō-Ruf untersagt. Kabuki-Aufführungen waren nur unter der strengen Auflage erlaubt, weder die Samurai noch das Motiv der Rache zu thematisieren. Zudem wurden viele lokal bekannte Literaten, einige davon Freunde Mishimas, als „Kriegspropagandisten“ gebrandmarkt. All diese Ereignisse führten zu einem großen gesellschaftlichen Umschwung in der japanischen Bevölkerung. Viele zuvor patriotisch eingestellte Autoren denunzierten besagte „Kriegspropagandisten“, traten der Kommunistischen Partei Japans bei und beteiligten sich am Sozialistischen Realismus. Der Einfluss neulinker Ideen auf die japanische Literatur stieg zunehmend an, ganz zum Missfallen Mishimas, der den konvertierten Autoren „Opportunismus“ vorwarf. Obwohl Mishima erst 20 Jahre alt war, befürchtete er bereits jetzt, dass seine Nische japanischer Schriftkunst, basierend auf der Japanisch Romantischen Schule der 1930er Jahre, bald gänzlich obsolet werden würde.
Im selben Zeitraum erfuhr Mishima von einem Bekannten, dass der bekannte japanische Romancier Yasunari Kawabata seine Werke gelesen und weiterempfohlen hatte. Unwissend, an wen er sich für Kritik sonst wenden könnte, besuchte er Kawabata im Januar 1946 in Kamakura mit den Manuskripten seiner Kurzgeschichten Das Mittelalter und Die Zigarette (煙草). Kawabata zeigte sich erneut beeindruckt, sodass auf seine Empfehlung hin Die Zigarette im Juni 1946 im Literaturmagazin Ningen publiziert wurde. Das Mittelalter folgte ein wenig später, im Dezember 1946.
Die Kurzgeschichte ist im Japan der Muromachi-Zeit angesiedelt und befasst sich mit dem Konzept Wakashudō (若衆道, erotisches Lehrer-Schüler-Verhältnis als zentraler Bestandteil der Samurai-Ausbildung). Die Erzählung behandelt die tatsächlich stattgefundene Geschichte des frühen Todes des neunten Shōguns Yoshihisa Ashikaga und der daraus resultierenden Trauer seines Vaters, des achten Shōguns Yoshimasa Ashikaga. Protagonist ist die fiktionale Figur Kikuwaka, ein wunderschöner jugendlicher Junge, geliebt von Yoshihisa und Yoshimasa, der Yoshihisa durch Suizid in den Tod folgen möchte, dabei aber scheitert. Geläutert durch seine Nahtoderfahrung, beteiligt er sich an spiritualistischen Praktiken und versucht Yoshimasas Trauer über seinen Sohn zu lindern, indem er dessen Geist in Yoshimasas Körper weiterleben lässt. Sein Vorhaben scheitert letztlich und er stirbt am Ende durch Shinjū (romantischer Doppelsuizid) mit einer Schrein-Priesterin, die sich in ihn verliebt. Mishima verfasste den Text in einem bis dato ungewöhnlichen Stil, indem er sich nicht nur mittelalterlicher japanischer Literatureinflüsse, sondern auch Ryōjin hishōs, einer altertümlichen Sammlung mittelalterlicher imayō-Liedern, bediente. Kawabata lobte auch diese Geschichte und fühlte sich durch sie ermutigt, 1948 in einem Essay über seine eigenen homosexuellen Gefühle zu einem wesentlich jüngeren Jungen zu beichten.
Ende 1946 begann Mishima die Arbeiten am Roman Diebe, einer Geschichte über zwei Aristokraten, die eine Faszination für Suizid entwickeln. Sie wurde 1948 erstveröffentlicht, womit Mishima offiziell in die Reihen der Zweiten Generation der Nachkriegsdichter gezählt wird. Der erste große Erfolg folgte aber erst im Jahr darauf durch die Veröffentlichung seines zweiten Romans Bekenntnisse einer Maske, einer halbautobiografischen Geschichte über einen Jungen, der seine Homosexualität entdeckt und geheim hält, um sich in die gesellschaftlichen Konventionen zu integrieren. Der Roman war international sehr erfolgreich und machte Mishima im jungen Alter von 24 Jahren berühmt. Als Reaktion erfolgte eine Reihe von Essays im Magazin Kindai Bungaku, adressiert als Danksagung an seinen Mentor Yasunari Kawabata. Seine Erfolgssträhne konnte Mishima mit den nachfolgenden Romanen Liebesdurst (1950) und Verbotene Farben (1951–1953) halten.

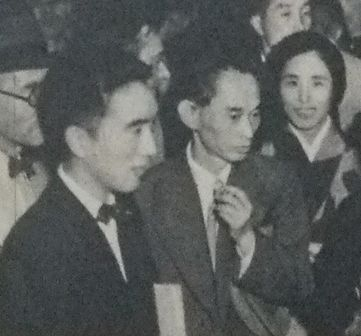
Mishima 1951 zusammen mit den Autoren Yasunari Kawabata und Masugi Shizue

Durch seine steigende Popularität war Mishima ab 1950 häufig auf Reisen und lernte fremde Kulturen kennen, die er ab Anfang der fünfziger Jahre in seine Arbeit einfließen ließ. Die Reisen dokumentierte er in Der Becher des Apollo. 1952 wohnte er einige Monate in Griechenland, einem Reiseziel, das ihn seit seiner Kindheit faszinierte, und setzte sich akribisch mit der griechischen Mythologie auseinander. Sein Roman Der Klang der Wellen behandelt einige Erlebnisse der Reise und wurde maßgeblich durch den spätantiken Roman Daphnis und Chloe inspiriert. Die Erzählung spielt auf der kleinen wertkonservativen Insel Kamishima, auf der sich ein Fischer und eine leicht exzentrische Muscheltaucherin verlieben. Obwohl das Buch ein Bestseller und kritischer Erfolg wurde, fing es sich von politischen Linken dafür Kritik ein, „ewiggestrige, konservative, japanische Werte zu glorifizieren“. Vereinzelte Kritiker beschimpften Mishima gar als „Faschisten“. Einige Jahre später äußerte sich Mishima in seiner Biografie über die damaligen Gegenreaktionen folgendermaßen:

„Die im Buch beschriebene altertümliche Gemeinschaftsethik wurde von Progressiven damals zwar kritisiert, aber egal wie sehr sich das japanische Volk in dieser Zeit gewandelt hat, tief im inneren ihres Herzens schlummern diese alten Werte immer noch. Über die letzten Jahre wurde das vermehrt unter Beweis gestellt.“

Ab Mitte der fünfziger Jahre behandelte Mishima immer mehr zeitgenössische Ereignisse in seinen Werken. Der Tempelbrand, veröffentlicht 1956, ist eine Fiktionalisierung der Ereignisse und inneren Gedanken eines Mönches, der eine Obsession für eine goldene Halle im Tempelbezirk entwickelt und sie schließlich niederbrennt. Der Roman beruht auf einer tatsächlichen Begebenheit: Am 2. Juli 1950 wurde der Goldene Pavillon des Rehgarten-Tempels in Kyōto durch die Brandstiftung eines Mönches zerstört. Zur Recherche hatte Mishima den Täter im Gefängnis besucht.

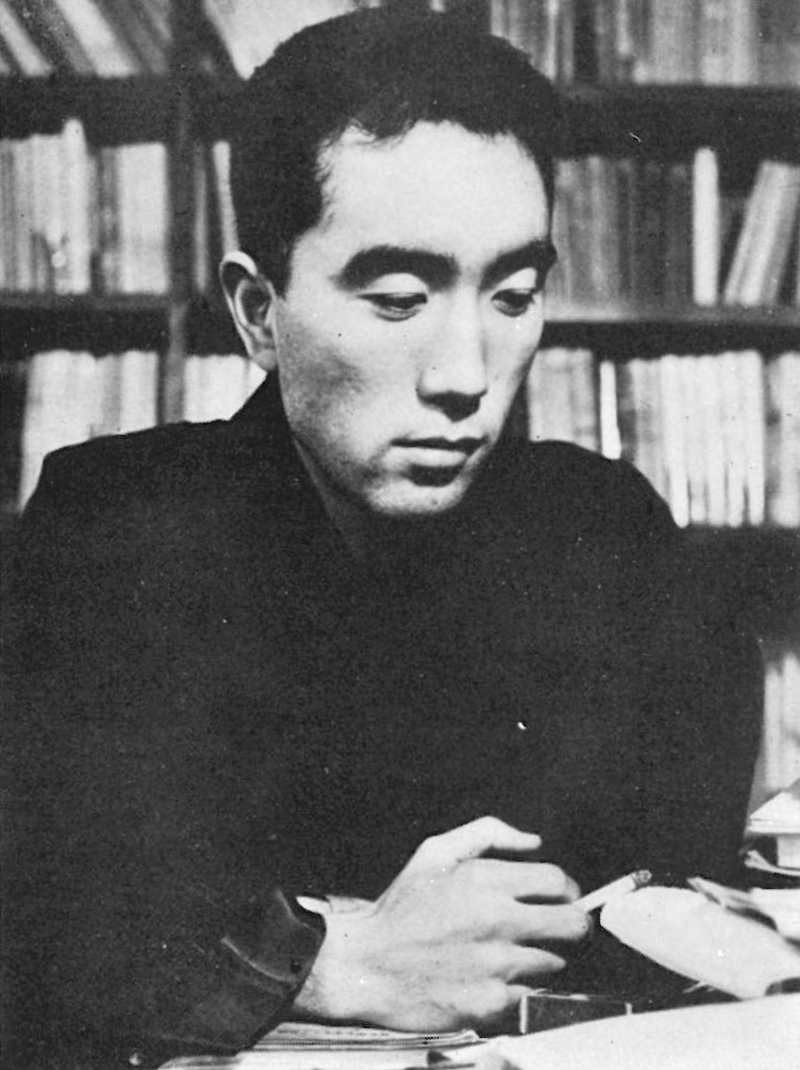
Yukio Mishima, Januar 1953

Anfang 1959 publizierte Mishima seinen künstlerisch anspruchsvollen Roman Kyōkos Haus. Er ist gegliedert in vier später zusammenführende Handlungsstränge um vier junge Männer, die alle einen Teil von Mishimas Persönlichkeit darstellen. Seine athletische Seite erscheint als Boxer, seine künstlerische als Maler, seine narzisstisch-performative als Schauspieler und seine verschlossene, nihilistische Seite als Geschäftsmann. Mishima versuchte nach eigenen Aussagen, den Zeitraum um 1955 einzufangen, als Japan einen unerwarteten wirtschaftlichen Aufschwung verzeichnete und die Phrase „Die Nachkriegszeit ist vorbei!“ (jp. „Mohaya sengo de wa nai“) von lokalen Medien popularisiert wurde. Mishima beschrieb Kyōkos Haus als Introspektion, um seine eigenen Werte zu hinterfragen, auszubessern und in einem final Schritt Selbsterkenntnis zu erlangen. Obgleich ein kommerzieller Erfolg, wurde der Roman von Literaturkritikern als zu experimentell und egozentrisch verrissen.Kyōkos Haus galt damit allgemeinhin als Mishimas erstes „gescheitertes Werk“ und hinterließ bei seinem Autor als solches einen psychischen Nachklang.
Obwohl Mishimas Bücher bereits zum Anfang seiner Karriere tabuisierte Themen karikierten, wurden sie bis dahin nicht wirklich als politisch wahrgenommen. Dies änderte sich ab den 1960ern. Im Sommer 1960 entwickelte Mishima ein Interesse an den Großdemonstrationen und Studentenprotesten gegen den kontroversen Ampo-Vertrag (ein Kooperationsvertrag mit den USA, der unter anderem die Stationierung US-amerikanischer Streitkräfte in Japan verlängerte und Japan verpflichtet, die USA im Kriegsfall militärisch zu unterstützen). Auch wenn er sich nicht unmittelbar selbst an den Protesten beteiligte, observierte er das Verhalten der Demonstranten auf den Straßen und sammelte Zeitungsausschnitte, in denen das Geschehen kommentiert wurde. Im Juni 1960, auf dem Höhepunkt der Proteste, verfasste Mishima einen Kommentar für die liberale japanische Tageszeitung Mainichi Shimbun unter dem Titel Eine politische Ansicht. Zentrale These des kritischen Essays ist, dass linksradikale Gruppierungen wie die Zengakuren und linke Parteivertreter aus der Sozialistischen Partei Japans und Kommunistischen Partei Japans den Vorwand, „die Demokratie Japans zu retten“, dazu nutzen, durch die gewalttätigen Proteste heimlich ihre eigenen Interessen durchzusetzen. Mishima warnte vor der Gefahr für japanische Bürger, welche Ideologen folgen, die ihnen populistische Lügen im Gewand angeblicher sozialer Gerechtigkeit andrehen. Wenngleich er den zuständigen Premierminister Kishi Nobusuke selbst als „wertfremden Nihilisten“ und „den USA untergeben“ schmähte, würde er eher einen „eigensinnigen Realist, mit weder Wünschen noch Hoffnungslosigkeit“ wählen, als einen „verlogenen, aber eloquenten Ideologen“.
Kurz nachdem die Großdemonstrationen ihr Ende genommen hatten, schrieb Mishima an seiner bekanntesten Kurzgeschichte: Patriotismus. In diesem schildert und glorifiziert er die Aktionen eines jungen, nationalistischen Offiziers, der sich nach dem gescheiterten Putschversuch in Japan vom 26. Februar 1936 selbst tötet. Die Kurzgeschichte wurde 1966 unter demselben Namen verfilmt. Im Folgejahr wurde sein Theaterstück Zehntageschrysanthemen, ebenfalls eine Lobpreisung des Putschversuches, uraufgeführt.

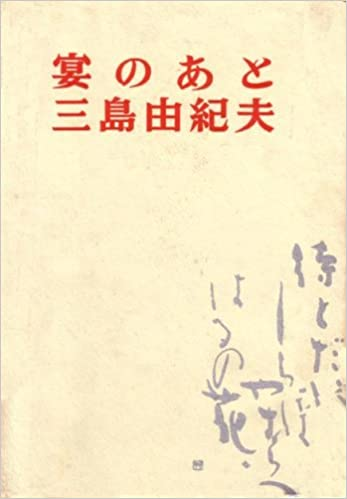
Cover der japanischen Erstausgabe von Nach dem Bankett (1960)

Mishimas neugefundenes Interesse an zeitgenössischer Politik bildete auch den Rahmen für seinen erfolgreichen Roman Nach dem Bankett, veröffentlicht 1960. Er behandelt eine Affäre zwischen einem Reformpolitiker und der Besitzerin eines Nachtclubs in Ginza und weist viele Parallelen zum Ehebruch des japanischen Diplomaten Arita Hachirō auf. Dieser verklagte Mishima daraufhin wegen Verstoßes gegen sein Recht auf Privatsphäre und bekam nach drei Jahren Rechtsstreit 800.000 Yen als Entschädigung zugesprochen (S. „Nach dem Bankett“-Verfahren). Zwischen dem 12. Juni und 4. September 1961 schrieb Mishima Das Spiel des Biestes, eine Parodie des klassischen Noh-Schauspiels Motomezuka. Im Oktober 1962 veröffentlichte er mit Ein bezaubernder Stern sein wohl bizarrstes Werk, das sich etlicher Genres, allen voran Science-Fiction, bedient. Der renommierte japanische Literaturkritiker Takeo Okuno listete den Roman als Beispiel für eine neue „Ära von Romanen“, die die „längst überfälligen literarischen Konventionen“ umstürzen würden. In seiner Jahresendliste erwähnte er den Roman, zusammen mit Kōbō Abes Thriller Die Frau in Dünen, als Produkt „bahnbrechender Kunst“:

„Ein bezaubernder Stern ist ein episches Machwerk sondergleichen, das sich von allen literarischen Tabus und eingebürgerten Vorstellungen befreit hat und damit zeigt, was Literatur zu sein hat: Nämlich ein Mittel, die persönliche Kreativität des Autors zu erkunden.“

1965 schrieb Mishima das Theaterstück Madame de Sade, in welchem die historische Figur Marquis de Sade durch eine Debatte von sechs weiblichen Figuren, darunter der titelgebenden Madame de Sade, analysiert und erklärt wird. Am Ende des Stücks präsentiert Mishima seine eigene Interpretation von dem seiner Meinung nach größten Mysterium der Geschichte: Wieso Madame de Sade ihren Ehemann während seiner Zeit im Gefängnis unermüdlich unterstützte, um ihm letzten Endes bei seiner Freilassung plötzlich abzuschwören. Für das Theaterstück ließ sich Mishima teilweise durch seinen engen Freund Tatsuhiko Shibusawa inspirieren, der 1960 Marquis de Sade's Roman Juliette ins Japanische übersetzte und 1964 eine Biografie über diesen schrieb. Shibusawas sexuell explizite Übersetzung wurde der Fokus eines medial vielbeachteten Gerichtsverfahrens, bekannt als Sade-Fall (jap. Sado saiban), der 1969 von dem Obersten Gerichtshof Japans zuungunsten Shibusawas entschieden wurde (Strafzahlung in Höhe von 70000 Yen wegen öffentlicher Obszönität). Mishima war bei einigen der Gerichtssitzungen anwesend und ließ die Geschehnisse in das Theaterstück mit einfließen. Das Theatermagazin Theater Arts bezeichnete Madame de Sade 1994 als „das beste Drama in der Geschichte des Nachkriegstheaters“.
Sein letztes vollendetes Werk war der vierteilige Romanzyklus Das Meer der Fruchtbarkeit; es ist Mishimas Antwort auf die zunehmenden Einflüsse westlicher Werte auf die japanische Kultur und behandelt zentrale Themen wie die Lehre des Speicherbewusstseins, den Pantheismus und die Beziehungen zwischen Jugend, Schönheit, Vernunft und Erkenntnis. Die daraus resultierende Philosophie wurde nachträglich „kosmischer Nihilismus“ getauft und bildet die Grundlage für Mishimas Weltanschauung und politischen Aktivismus, den er parallel praktizierte. Der letzte Band der Tetralogie, Die Todesmale des Engels, wurde 1971 post mortem veröffentlicht, nachdem das Manuskript in seiner Wohnung aufgefunden worden war. Mishimas wählte für sein Opus magnum eine andere raison d’etre als konventionelle westliche Romanreihen des 19ten und 20ten Jahrhunderts: Anstatt die Geschichte eines Individuums oder einer Familie zu erzählen, sollte die Reihe als seine Interpretation der gesamten menschlichen Zivilisation Bestand haben. Der Schriftsteller Paul Theroux bezeichnete das Machwerk als „die vollständigste Darstellung von Japan des 20ten Jahrhunderts“. Der Kritiker Charles Solomon schloss sich dem an und schrieb 1990:

„Die vier Bücher bilden bis heute eines der hervorragendsten literarischen Werke des 20ten Jahrhunderts und eine ausgezeichnete Zusammenfassung des Lebens und Schaffens des Autors selbst.“

Mishima wurde fünfmal, in den Jahren 1963, 1964, 1965, 1967 und 1968, für den Literaturnobelpreis vorgeschlagen, gewann ihn aber trotz  Favoritenrolle nicht. Mishima selbst äußerte keine Verwunderung darüber und referierte auf seinen Mentor Kawabata Yasunari, der als japanischer Autor den Preis erhielt. Demnach gering schätzte er seine Chancen für die Zukunft. Weshalb der Preis zurückgezogen wurde, obwohl Mishima bei Fachzeitschriften und in unabhängigen Ranglisten jedes Mal als Favorit gehandhabt wurde, war lange umstritten. Donald Keene, Literaturkritiker und Professor für Japanische Literatur, offenbarte später, dass die Jury in der Hochphase des Kalten Krieges nicht einen „rechtsgerichteten Aktivisten“ prämieren wollte.
 Zudem habe Mishima auf Drängen seines langjährigen Mentors Yasunari Kawabata das Komitee 1968 um die Auszeichnung Kawabatas anstelle seiner gebeten. Weder Mishima noch Kawabata äußerten sich zu den Vorwürfen.

### Schauspiel und Modelkarriere
In den 1960ern trat Mishima in einer Reihe reißerischer Samurai- und Yakuza-Filme auf. 1960 spielte er die Hauptrolle in Masumura Yasuzōs Gangsterfilm Afraid to Die. Weitere Rollen hatte er in den Filmen Patriotismus (1966), Black Lizard (1968, von Kinji Fukasaku) und Hitokiri (1969, von Hideo Gosha). Den Titelsong für Afraid to Die schrieb und sang er selbst.
Mishima posierte für Fotobände mit homoerotischen Halbakten seiner selbst. Unter anderem stand er Modell für das Buch Bara-kei des Fotografen Eikō Hosoe und die Buchreihe Young Samurai: Bodybuilders of Japan des Photographen Tamotsu Yatō, der vor allem für homoerotische Schwarz-weiß-Fotografien bekannt ist. Der US-amerikanische Filmkritiker Donald Richie begleitete die Entstehung eines von Mishimas bekanntesten Porträts: Er posierte, bekleidet in einem Lendenschutz, mit einem Schwert im Schnee.
Im Männermagazin Heibon Punch wurde Mishima 1967 in der Kategorie „Mr. Dandy“ mit 19.590 Leserstimmen auf den ersten Platz gewählt. Zweitplatzierter wurde Schauspieler Toshirō Mifune mit 18.870 Stimmen. In der Beliebtheitskategorie „Mr. International“ rangierte er als Zweitplatzierter, nach dem französischen Präsidenten Charles de Gaulle. In den späten 1960er Jahren war Mishima die erste Persönlichkeit, die von den japanischen Medien als „Superstar“ (sūpāsutā) bezeichnet wurde.

### Politischer Aktivismus

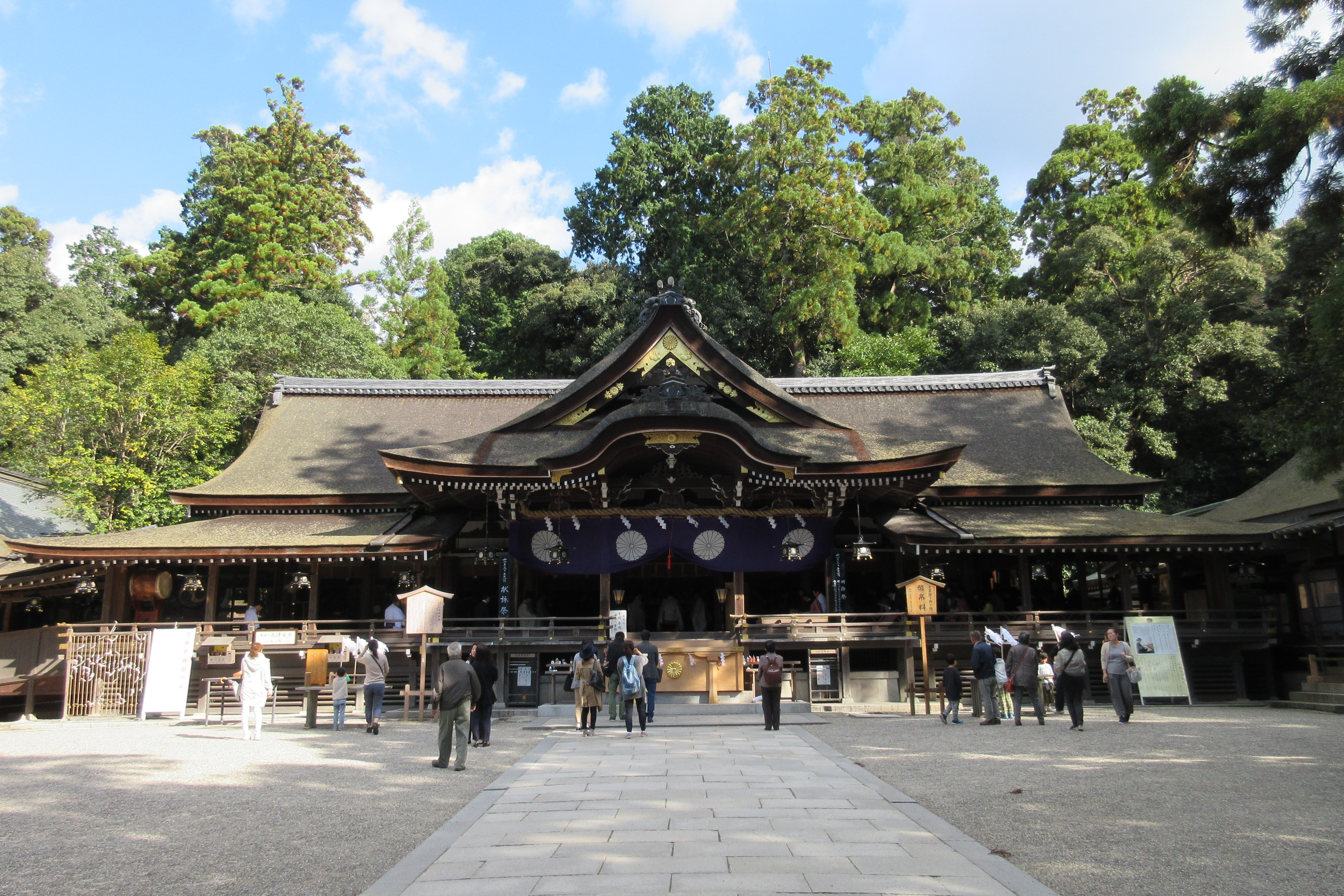
Der Ōmiwa-Schrein in Sakurai

Nach 1960 wandte sich Mishima angesichts der linken Studentenunruhen in Tokio zunehmend nationalistischen Ideen zu. 1966 veröffentlichte er seine Kurzgeschichte Die Stimmen der heroischen Toten (英霊の聲), in welcher er den damaligen Kaiser Hirohito für seine Neujahrsansprache 1946, in welcher dieser sich seiner und damit stellvertretend der Heiligkeit aller Tennōs entsagte, kritisierte. Mishima argumentierte, dass die gefallenen Soldaten des Februar-Putsches 1936 und die der japanischen Spezialeinheiten für ihren „lebenden Gott in Form des Kaisers“ gestorben seien. Durch den Verzicht auf seine Divinität gebe er den Opfern und ihren Hinterbliebenen das Signal, ihre Tode seien umsonst gewesen.
Im August 1966 besuchte Mishima den Ōmiwa-Schrein in Sakurai, einen der ältesten Shintō-Schreine in Japan. Sakurai war nicht bloß der Heimatort seines verstorbenen Mentors Zenmei Hasuda, sondern auch ein Schlüsselort der Satsuma-Rebellion, einer Revolte der Samurai gegen die Meiji-Regierung im Jahr 1876. Die Reise wurde die Inspiration für Unter dem Sturmgott, dem zweiten Teil seiner Roman-Tetralogie Das Meer der Fruchtbarkeit. Während eines Zwischenaufenthalts in Kumamoto erwarb er ein traditionelles japanisches Schwert für umgerechnet 100.000 Yen (ca. 800 €). Mishima konkretisierte dort seine Idee, die wahren Ereignisse des Zwischenfalls am 15. Mai zur Kulisse des Romans zu machen, indem Kiyoaki, der Protagonist des ersten Teils Schnee im Frühling, als nationalistischer Aktivist Isao reinkarniert wird.
Im Februar 1967 war Mishima neben Yasunari Kawabata, Kōbō Abe und Jun Ishikawa Erstunterzeichner einer Stellungnahme, die sich gegen die chinesische Kulturrevolution aussprach, da diese die akademische und artistische Freiheit unterdrücke. Die meisten japanischen Zeitschriften weigerten sich jedoch, diese abzudrucken, sodass eine Volltextveröffentlichung nur von einer kleinen Lokalzeitschrift gewährt wurde.
Im September 1967 wurden Mishima und seine Frau von der indischen Regierung eingeladen. Dort traf er sich unter anderem mit der Premierministerin Indira Gandhi und dem Präsidenten Zakir Hussain. Mishima äußerte sich später beeindruckt von der indischen Kultur und der Entschlossenheit der indischen Bevölkerung, sich einer Verwestlichung entgegenzustellen und stattdessen ihre eigenen Traditionen zu bewahren. Seiner Meinung entwickelte das japanische Volk eine Besessenheit von der Modernisierung und dem Materialismus, die es davon abhalte, seine eigenen Werte und Traditionen zu schützen.
Während eines Zwischenaufenthalts in Neu-Delhi traf sich Mishima mit einem Obersten der indischen Armee, der ihm von seinen Erfahrungen mit chinesischen Truppen an der indisch-chinesischen Grenze erzählte und vor deren ungeheuerlichen Kampfgeist warnte. Mishima zeigte sich verängstigt über die seiner Meinung nach unmittelbare Gefahr des kommunistischen Chinas und plädierte in diesem Zusammenhang für eine nukleare Aufrüstung Japans. Zum Ende seines Lebens entwickelte Mishima eine zunehmende Abneigung gegen China und dessen paternalistische Politik. Bereits 1959 äußerte er sich über den Tibet-Konflikt:

„Ein Fuunji (風雲児, dt. in etwa ‚Junger Held, in unruhigen Zeiten‘), der sich den tibetischen Rebellen gegen China anschließt kam bisher nicht aus Japan. Es scheint, als haben die Japaner ihren Kampfgeist, den Schwachen zu helfen, verloren. Dies könnte aus der selbstgeiselnden Erwägung kommen, dass Japan das Schwächste auf der ganzen Welt ist. Gedanken, die die Japaner seit der Niederlage im Kopf tragen.“

Auf dem Rückweg von Indien machte Mishima Halt in Thailand und Laos; die gesammelten Erfahrungen aus den drei Nationen bildeten später die Basis seines Romans Der Tempel der Morgendämmerung (豊饒の海#第三巻・暁の寺 暁の寺), des dritten Teils seiner Roman-Tetralogie Das Meer der Fruchtbarkeit (豊饒の海).
1968 schrieb Mishima das humoristische Theaterstück Mein Freund Hitler (わが友ヒットラー), in dem er die historischen Figuren Adolf Hitler, Gustav Krupp, Gregor Strasser und Ernst Röhm über Faschismus und Schönheit debattieren lässt. Das Theaterstück war als männliches Konterstück auf Madame de Sade gedacht, in dem eine komplett weibliche Besetzung die Debatte führte. Das Stück wurde seinerzeit kontrovers diskutiert und analysiert. Mishima selbst sah es als Allegorie auf die Beziehung zwischen Ōkubo Toshimichi und Saigō Takamori, zwei heroischen Persönlichkeiten aus der Meiji-Zeit, die ursprünglich Partner waren, sich dann aber zerwarfen.
Noch im selben Jahr publizierte er seinen Roman Leben zu verkaufen (命売ります), eine humoristische Geschichte über einen Mann, der nach einem gescheiterten Suizidversuch sein Leben zum Verkauf anbietet. Der britische Autor Ian Thomson nannte das Buch später ein „ansehnliches Fest“, bemerkte aber auch, dass sich hinter den „harten Dialogen“ eine „altbekannte Ablehnung des konsumgesteuerten Japans und nostalgisches Schwelgen nach der traditionellen Vergangenheit“ verstecke.
Zum Ende seines Lebens unterstützte Mishima eine sehr einzigartige Form von Nationalismus, die ihn sowohl bei der politischen Linken als auch bei konventionellen Nationalisten verhasst werden ließ. Erstere verachteten vor allem seine offenkundige Unterstützung des Bushidō (des Ehrenkodex der Samurai), seine tatkräftige politische Unterstützung der Abschaffung des Neunten Artikels der japanischen Verfassung und seinen Essay Verteidigung einer Kultur (文化防衛論) von 1968, in dem Mishima argumentierte, dass der Tennō die Quelle der japanischen Kultur sei und die Verteidigung des Kaisers somit auch eine Verteidigung der eigenen Kultur darstelle. Er führte dort weiter aus, dass in seinen Augen die Nachkriegszeit Japans, in der keine poetische Kultur und kein großartiger Künstler mehr geboren wurde, eine Ära „oberflächlichen Reichtums“ sei. Bei letzteren machte er sich vor allem unbeliebt durch seine Kritik am rechten Kollektivismus (der dazu führen solle, dass das Individuum nicht weiter über sich nicht hinauswachsen kann), seiner Skepsis an der Rolle des Kaisers als politisches Zentralorgan und der Schmähung von Religion, der sich die politische Rechte ebenso leichtgläubig hingebe wie die politische Linke ihren Werten sozialer Gerechtigkeit. In der am 13. Mai 1969 geführten Podiumsdiskussion an der Universität Tokio führte er zudem aus, dass der politischen Rechten, im Gegensatz zu ihrem linken Konterpart, die Leidenschaft und Durchsetzungskraft fehle, womit diese zur Führung eines Landes ungeeignet seien. Selbiges gelte für ihre vermeintlich fehlende Gewaltbereitschaft selbst in Zeiten der Not.

„Ich wurde (bei der Diskussion) bestätigt, wir (Mishima und die linken Studentengruppen) haben viel gemeinsam: Eine strikte Ideologie und eine Schwäche für Gewalt. Wir beide repräsentieren eine neue Spezies im heutigen Japan, die unter den konventionellen Nationalisten ausgestorben zu sein scheint. […] Das, wofür ich und die Studenten stehen ist beinahe identisch, wir spielen beide mit denselben Karten.“

In anderen kritischen Essays legte Mishima seine These dar, nach der das Nationalgefühl Japans der Schlüssel zu einer erfolgreichen nationalen Verteidigung ist, die bei den „indirekten Aggressionen“ der Kommunistischen Partei Chinas, Nordkoreas und der Sowjetunion mehr denn je notwendig wäre. Das komplizierte politische Geflecht beschrieb er in einem Essay 1969:

„Dem Ampo-Vertrag zuzustimmen bedeutet, den USA zuzustimmen, während den Vertrag abzulehnen bedeutet, der Sowjetunion und der Kommunistischen Partei Chinas zuzustimmen. Demnach stellt sich bei uns aktuell nur die Frage, von welchem Land wir uns lieber abhängig machen, die Frage ‚Was genau ist Japan?‘ bleibt auf der Strecke. Wenn du einen Japaner fragen würdest, ‚Wählst du die USA, die Sowjetunion oder das kommunistische China?‘, ein echter Japaner würde seine Antwort verweigern.“

Auf den Vorwurf, eine „linke Übernahme“ sei allein dadurch unwahrscheinlich, dass in Okinawa Hontō Massenproteste gegen den Bau einer US-Militärbasis geführt wurden, entgegnete Mishima:

„Es waren sicher einige Nationalisten und Rechte im herkömmlichen Sinne dabei, aber Fakt ist, in Japan sind die meisten mittlerweile Linke oder Kommunisten.“

### Vorbereitung auf den Putschversuch

Flagge der Bodenselbstverteidigungsstreitkräfte

Vom 12. April bis zum 27. Mai 1967 nahm Mishima an einer Ausbildung der Bodenselbstverteidigungsstreitkräfte (Ground Self-Defense Force) teil. Originär wurde sein Training auf sechs Monate angesetzt, jedoch aus Angst vor möglichem öffentlichen Aufschrei auf 46 Tage reduziert. Seine Partizipation wurde geheim gehalten, zum einen, um nicht den Anschein zu erwecken, Mishima würde von staatlicher Seite „bevorzugt“ behandelt werden, zum anderen, da Mishima eine „echte“ Trainingserfahrung durchlaufen wollte. Aus diesen Gründen nahm Mishima unter seinem Geburtsnamen, Kimitake Hiraoka, teil, wenngleich er von einigen seiner Kameraden trotzdem erkannt wurde.
Ab dem Juni 1967 wurde Mishima Repräsentant der Idee, eine ca. 10.000 Mann starke Japanische Nationalgarde (Sokoku Bōeitai) als ziviles Pendant zu den staatlich geführten Bodenselbstverteidigungsstreitkräften einzuführen. Hierfür besuchte er verschiedene Universitäten im Großraum Tokio, um dort Studenten für ein Basistraining bei den Bodenselbstverteidigungsstreitkräften zu gewinnen. Er erhoffte sich dadurch, etwa 100 Männer als Offiziere für seine Nationalgarde ausbilden zu können.
Wie viele Denker seiner Zeit wurde Mishima besonders durch die zunehmenden Randale neulinker Studentengruppen alarmiert. Am 26. Februar 1968, dem 32ten Jahrestag des Februar-Putsches 1936, trafen sich verschiedene neurechte Literaten, darunter Mishima, im Büro des neugegründeten Magazins Controversy Journal. In einem rituellen Akt stachen sich die Beteiligten mit einer Nadel in den kleinen Finger und unterschrieben mit ihrem Blut den Schwur, eine linke Revolution unter allen Umständen, notfalls mit dem Tode, aufzuhalten. Für die Unterschrift nutzte Mishima erstmals seit langem seinen Geburtsnamen Kimitake Hiraoka.
Als Mishima die Skepsis in der Bevölkerung hinsichtlich seiner Idee einer zivilen Nationalgarde bemerkte, wollte er ein Exempel statuieren. Er formierte am 5. Oktober 1968 eine überwiegend aus rechten Studentenkreisen rekrutierte Miliz, die Tatenokai (in etwa „Schildgesellschaft“ übersetzt), die sich der Bekämpfung des Kommunismus und dem Schutz traditioneller japanischer Werte und des Kaisers verschrieb. Das Basistraining der Tatenokai umfasste überwiegend klassisches Kraft- und Ausdauertraining, darunter japanischen Schwertkampf und Langstreckenlauf. Mishima selbst fungierte als primärer Ausbilder. Die ursprüngliche Mitgliedszahl von 50 Mann, überwiegend Absolventen der Waseda-Universität, stieg später auf circa 100 Mitglieder.

### Putschversuch und ritueller Suizid

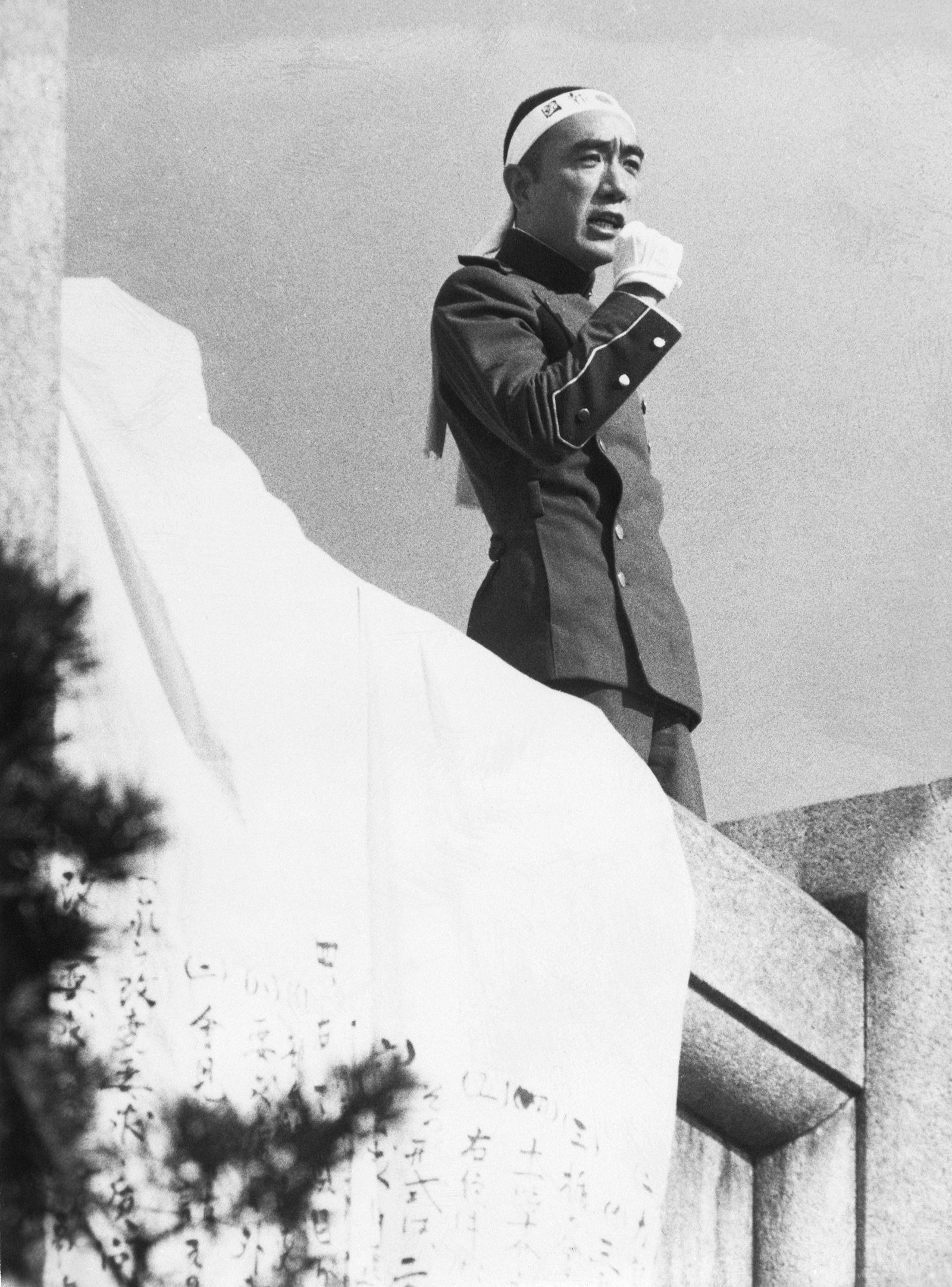
Mishima während des Putschversuches bei seiner Rede

Am 25. November 1970 besuchte Mishima mit vier Mitgliedern der Tatenokai – Masakatsu Morita, Masahiro Ogawa, Masayoshi Koga und Hiroyasu Koga – unter einem Vorwand den diensthabenden Kommandanten der japanischen Streitkräfte, Kanetoshi Mashita, im militärischen Hauptquartier und heutigen Sitz des japanischen Verteidigungsministeriums. Im Büro angekommen verbarrikadierten sie die Türen, banden Mashita an einen Stuhl und nahmen ihn als Geisel. Mishima trug ein Hachimaki-Stirnband in den Farben der japanischen Sonnenwappenflagge, überschrieben mit den Kanji „Sieben Mal wiedergeboren werden, um dem Land zu dienen“ (七生報國). Der Schriftzug ist eine Referenz auf die letzten Worte des Kusonoki Masasue, des jüngeren Bruders des Samurais Kusunoki Masashige, die beide im 14. Jahrhundert beim Versuch starben, den Kaiser zu retten.
Mit seinem vorgefertigten Manifest und einem beschrifteten Banner trat Mishima auf den Balkon des Gebäudes und hielt eine Rede, in der er die japanische Armee zur Besetzung des Kokkai (Parlament) und zur Wiedereinsetzung des Kaisers als politischen Machthaber aufrief. Er mokierte sich über die Streitkräfte wegen ihrer Gleichgültigkeit bezüglich einer Verfassung, „die ihre eigene Existenz verleugnen würde“, und warf ihnen vor, ihren „Samurai-Geist“ verloren zu haben. Sein Appell blieb aufgrund des Desinteresses der anwesenden Soldaten folgenlos. Er brach die Rede wegen des Spottes der Soldaten und des Helikopterlärms, der die Rede kaum verständlich machte, frühzeitig mit dem Aufschrei ab: „Lang lebe der Kaiser!“ (天皇陛下万歳). Morita und Ogawa warfen DIN-A4-Zettel bedruckt mit Mishimas „finalem Appell“ in die Menge, ehe sie sich mit diesem ins Gebäude zurückzogen. Das Abwerfen des Appells war als Notlösung gedacht, sollte die Rede keinen Anklang finden. Sie fasste mit etwa 900 Worten Mishimas Rede zusammen:

„Es ist selbsterklärend, dass die USA nicht erfreut davon wären, wenn eine wahrhaftige japanische Freiwilligenarmee (eine Anspielung auf die russische Freiwilligenarmee) unser Land beschützen würde.“

Im Büro entschuldigte sich Mishima bei Mashita und ließ ihn frei:

„Wir mussten es tun, um die Streitkräfte auf den richtigen Weg zu ihrem Kaiser zu führen. Mir blieb keine andere Wahl.“

Unmittelbar danach beging Mishima Seppuku, eine ritualisierte Art des Suizids. Morita wurde beauftragt, als Mishimas Kaishakunin zu dienen (ein zweiter Beteiligter am Seppuku, der im Moment des Bauchaufschneidens den Suizidenten enthauptet, um ihn vor weiteren Schmerzen zu bewahren). Morita hatte jedoch Schwierigkeiten, die Aufgabe korrekt durchzuführen, sodass nach drei gescheiterten Versuchen, Mishimas Kopf abzutrennen, Koga übernehmen musste.

### Nachbeben des Mishima-Vorfalls
Den Zeugenaussagen der überlebenden Putschbeteiligten nach sollten ursprünglich alle vier Tatenokai-Mitglieder mit Mishima Seppuku begehen. Mishima riet ihnen im letzten Moment von ihrem Vorhaben ab und nur Morita bestand darauf, neben seinem „Meister“ zu sterben. Im Wissen, dass Morita eine Freundin hatte und eine Familie gründen wollte, versuchte Mishima diesen abermals von seinem Vorhaben abzubringen. Nach Mishimas Tod entschied sich Morita letzten Endes doch für seinen eigenen Tod durch Seppuku.
Mishima hatte seinen Suizid bereits seit einigen Jahren geplant und seinen Todestag ein Jahr im Voraus festgelegt. Sein Glaube an eine Erfolgsaussicht bezüglich der Restauration des Kaiserreiches erscheint daher fraglich. Der US-amerikanische Biograf John Nathan spekulierte, der Coup sei bloß ein Vorwand für den rituellen Suizid gewesen, den Mishima seit jeher herbeisehnte. Dem widersprach Henry Scott-Stokes, ein anderer Biograf und enger Vertrauter Mishimas: Der Schauplatz – das Zentrum der militärischen Streitmacht in Tokio – mache die Tat zu einem klar politisch motivierten Akt.
Scott-Stokes erläuterte seine Theorie durch ein Treffen mit Mishima am 3. September 1970, auf dem dieser gesagt haben soll:

„Japan hat seine spirituellen Traditionen verloren und wurde vom blanken Materialismus eingesogen. Japan ist verflucht von einer grünen Schlange. Die grüne Schlange beißt tief in seine Brust. Es gibt keine Möglichkeit diesem Fluch zu entkommen.“

Spekulationen darum, worum es sich bei der grünen Schlange handelte, führten ins Leere. Scott-Stokes selbst verstand sie als Sinnbild für den US-Dollar. Über Japans vermeintliche Zukunft soll Mishima seinem Vater auf dem Treffen gesagt haben:

„Japan wird es hart treffen. Eines Tages werden die Vereinigten Staaten plötzlich, ohne Japans Mitwissen, China kontaktieren. Unser Freund Taiwan wird sagen ‚auf Japan ist nicht mehr weiter Verlass‘ und sich einen anderen Freund suchen. Japan könnte ein Waise des Orients werden.“

Mishimas Leiche wurde am Tag nach seinem Tod in das Haus seiner Eltern gebracht. Sein Leichnam wurde sorgfältig zusammengenäht und sein Gesicht dezent mit Schminke übermalt. Er trug seine Tatenokai-Uniform und seinem letzten Wunsch entsprechend sein Guntō auf der Brust. Mishimas Vater Azusa war erschrocken über das Erscheinungsbild seines Sohnes und behauptete später, durch die Schminke habe dieser „lebendig“ ausgesehen. Die Polizeibeamten erklärten das bizarr anmutende Auftreten wie folgt: „Wir haben präzise und lange die Schminke aufgetragen und ihn eingekleidet. Denn es ist der Körper von Dr. Mishima, jemandem, den wir immer sehr respektiert haben.“ Mishima hinterließ seiner Familie seine Manuskripte sowie seinen Stift. Den überlebenden Putsch-Beteiligten hinterließ er Geld für ihre Strafverteidigung. Für seine Kinder organisierte er mit einer japanischen Spielzeugwarenkette, dass diese jedes Jahr zu Weihnachten beschenkt werden. Zudem bezahlte er eine im Voraus ausgezahlte hohe Summe an Kindermagazine, damit diese monatlich an seine Kinder ausgeliefert werden.
Der Gerichtsprozess um den Vorfall wurde landesweit ausgestrahlt. Entgegen der Befürchtung von Mishimas Eltern wurde er medial weniger als „rechtsextremer Angriff“ und viel mehr als „Verteidigung vor einer Reaktivierung des Militarismus“ verstanden. Die beiden angeklagten Tatenokai-Mitglieder Koga und Ogawa wurden zwar zu einer Gefängnisstrafe verurteilt, vom Großteil der japanischen Bevölkerung aber unterstützt. Das Strafmaß fiel mit vier Jahren zudem überraschend milde aus. Auch der als Geisel genommene Kommandant, Mashita, fand beschwichtigende Worte zu den Angeklagten.

„Ich hab den Angeklagten gegenüber keinen Hass verspürt. Meine Gedanken waren bei Japan, bei den Streitkräften. Ich habe akzeptiert für die reinen Herzen unserer Bevölkerung als Individuum mein Leben zu lassen.“

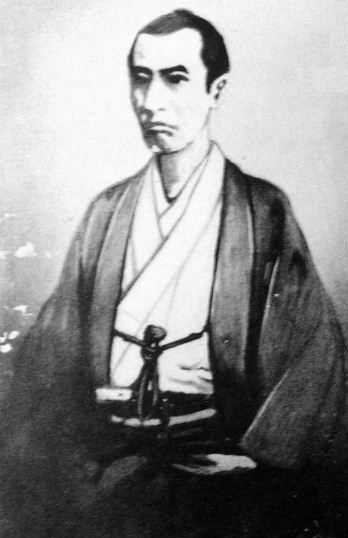
Yoshida Shōin, ein Revolutionär und Vorbild Mishimas

Der Tag des „Mishima-Vorfalls“ (25. November) war der Tag, an dem Hirohito Kaiser wurde. Auch Mishimas Alter von 45 Jahren schien kein Zufall zu sein, denn Hirohito selbst war 45, als er in seiner Neujahrsanrede seiner Heiligkeit entsagte. Historiker und Theologen interpretierten in den Vorfall, Mishima habe den „Gott“ im Kaiser wiederbeleben wollen, indem er als Sündenbock im selben Alter starb, in dem der Kaiser „menschlich“ wurde. Sein Vater vermutete, Mishima habe sein Todesdatum auf die Exekution seines Vorbilds Yoshida Shōins angepasst. Auch Mishimas Faszination für das Konzept von Reinkarnationen wurde Gesprächsthema, vor allem da die Arbeiten an seinem Roman Bekenntnisse einer Maske am 25. November begannen und er das Buch im Pressetext als seine „Technik zur Wiederbelebung“ bezeichnete:

„Das Buch ist der Wunsch danach, in das Reich der Toten zurückzukehren, an den Ort, an dem ich gelebt habe. Nehmen wir eine Filmszene, in der eine Person von einer Klippe springt und spielen sie rückwärts ab, dann sehen wir wie die Person vom Boden mit wahnsinniger Geschwindigkeit auf den Hang der Klippe zurückspringt und wiederbelebt wird. Das bewirkt dieses Buch.“

Der Autor Takashi Inoue, der die Theorie populär gemacht hatte, verstand unter dem Klapptext ein spirituelles Ritual Mishimas. Dieser habe Bekenntnisse einer Maske genutzt, um dort seine „Nachkriegs-Persönlichkeit“ zu verewigen. Indem er am selben Tag sterben würde, an dem die Arbeit an dem Buch begann, würde er diese „Persönlichkeit“ in der jetzigen Welt zurücklassen und als neuer Mensch in das „Reich der Toten“ zurückkehren.

## Privatleben

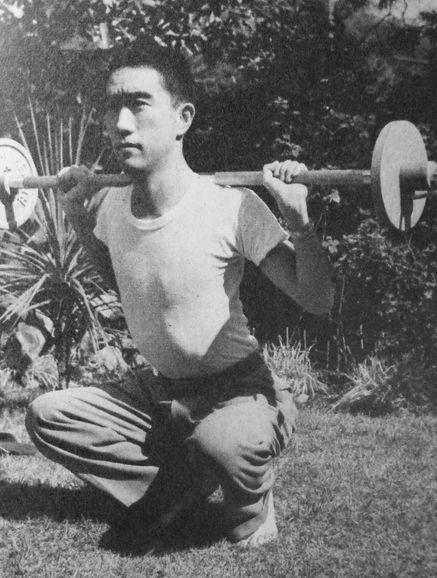
Mishima im November 1955 in seinem Garten

Wegen seiner schwächlichen Statur bekam Mishima bereits im jungen Alter Komplexe bezüglich seiner Körperwahrnehmung, weshalb er ab 1955 mit Krafttraining begann und sich für Bodybuilding interessierte. Seine aus drei wöchentlichen Einheiten bestehende Routine führte er fünfzehn Jahre lang bis zu seinem Tode 1970 konsequent aus. In seinem 1968 veröffentlichten Essay Sonne und Stahl erkundete er seine Motivationen für Kraftsport genauer und beklagte die Angewohnheit Intellektueller, den Geist zu priorisieren und die Kunst sowie die Bedeutung des Körpers dabei vollständig außer Acht zu lassen. Neben normalem Krafttraining gehörten später auch Kendō (5ter Dan), Battōjutsu (2ter Dan) und Karate (1ter Dan) zu seinem Repertoire. Außerdem versuchte er sich 1956 kurz an Boxen.
Im selben Jahr entwickelte Mishima ein Interesse an UFOs und trat später der Japan Flying Saucer Research Association bei.
1954 verliebte sich Mishima in das Model Sadako Toyoda, dem er nach seiner Biografie sogar gedachte, einen Heiratsantrag zu machen. Bevor dies geschah, trennten sich die beiden jedoch 1956. Nach kurzer Verlobung mit Michiko Shōda, der späteren Ehefrau von Kaiser Akihito, nahm Mishima am 11. Juni 1958 Yoko Sugiyama – die Tochter des berühmten japanischen Malers Sugiyama Yasushi – zur Frau, mit der er zwei Kinder hatte: Eine Tochter namens Noriko (geb. 1959) und einen Sohn namens Ichiro (geb. 1962).
Mishima deutete bereits in seinen ersten Romanen Zeichen von Homosexualität an und besuchte während der Arbeit zu Verbotene Farben Schwulenbars. Die Unklarheit über Mishimas sexuelle Orientierung war ein laufender Konflikt zwischen ihm und seiner Ehefrau, die seine Homosexualität bis zu ihrem Tod abstritt. 1998 veröffentlichte der japanische Autor Jiro Fukushima einen Bericht, in dem er eine sexuelle Affäre mit Mishima beschreibt, die 1951 stattgefunden haben soll. Dem lagen fünfzehn private Briefe bei, die er in diesem Zeitraum von dem bekannten Autor bekommen haben soll. Mishimas Kinder verklagten Fukushima und den Herausgeber, den japanischen Verlag Bungeishunjū, daraufhin erfolgreich auf Urheberrechtsverletzung wegen des unautorisierten Gebrauchs von Mishimas Briefen.
Im Februar 1961 wurde Mishima ungewollt in die Folgen des rechtsextremen Shimanaka-Vorfalls verwickelt. Der Musiker Shichirō Fukazawa veröffentlichte 1960 eine satirische Geschichte namens Eine Traumerzählung im Magazin Chūōkōron. In der Geschichte wird eine Traumsequenz beschrieben, in der der japanische Kaiser samt seiner Frau durch eine Guillotine geköpft wird. Dies führte zu Empörungen in rechtsextremistischen Gruppierungen innerhalb Japans, die Fukazawa und Autoren, die mit ihm in Verbindung gebracht wurden, Todesdrohungen sendeten. Seinen tragischen Höhepunkt fand der Skandal am 1. Februar 1961 als Kazutaka Komori, ein 17-jähriger Rechtsextremer, in das Haus von Hōji Shimanaka (dem Chefredakteur von Chūōkōron) einbrach, die Haushälterin der Familie tötete und seine Frau schwer verletzte. Fukazawa und etliche weitere Autoren und Kritiker, darunter Mishima, standen monatelang unter Personenschutz. Dass Mishima mit Fukazawa in Verbindung gebracht wurde, stellte sich im Nachhinein als Missverständnis raus: Es kursierte die Fehlinformation, er habe die Geschichte Eine Traumerzählung persönlich weiterempfohlen, um dieser zu mehr Popularität zu verhelfen. Obwohl Mishima diese Vorwürfe wiederholt zurückwies, gingen die Todesdrohungen nicht zurück. Als der Konflikt einige Monate später runtergekühlt war, bezeichnete Mishima Komori als „Feigling“:

„Jemand, der Frauen und Kinder attackiert, ist weder ein Patriot, noch ein traditioneller Rechter, sondern ein Feigling. Eine Ermordung sollte eine direkte Konfrontation mit dem Opfer sein, mit dem Risiko, sein eigenes Leben zu verlieren. Ein traditioneller Patriot hätte sich nach einem solchen Akt selbst umgebracht.“

1963 widmete sich Mishima vermehrt dem Theater und gründete in diesem Zuge die Theatergruppe Bungakuza. Als erstes Stück schrieb er Die Harfe des Glücks, welches im selben Jahr uraufgeführt werden sollte. Die Star-Schauspielerin Sugimura Haruko und andere der Kommunistischen Partei angehörigen Schauspieler weigerten sich aber kurzfristig, am Stück mitzuwirken, da der Protagonist anti-kommunistische Ansichten äußert. Mishima verließ Bundakuza und formierte mit weiteren Aussteigern eine neue Gruppe, Neo Littérature Théâtre. Die Komplikationen rund um das Projekt, insbesondere mit der lokalen Presse, wurden später Glücksharfenvorfall getauft. Auch Neo Littérature Théâtre löst sich 1968 auf und Mishima formierte eine dritte Theatergruppe, Roman Theatre. Das einzige verbliebene Mitglied aus Bungakuza, neben Mishima, war Nobuo Nakamura.
Während der Olympischen Sommerspiele 1964 in Tokio war Mishima als Reporter beschäftigt und interviewte in dieser Tätigkeit verschiedene Athleten. Mishima erwartete die Veranstaltung nach eigener Aussage seit den Olympischen Sommerspielen 1940, die ursprünglich in Tokio stattfinden sollten, aber wegen Japans laufenden Krieges mit China ausfielen. In seinem Bericht über die Eröffnungszeremonie beschrieb er seine Aufregung:

„Wir können feststellen: Spätestens seit Lafcadio Hearn uns Japaner als ‚die Griechen des Orients‘ bezeichnet hat, waren die Olympischen Spiele prädestiniert, eines Tages in Japan stattzufinden.“

Mishima hegte eine langjährige Fehde mit Ryokichi Minobe, einem Kommunisten und ab 1967 Gouverneur Tokios. Einflussreiche Personen in der Liberaldemokratischen Partei Japans, darunter der spätere Premierminister Takeo Fukuda, der Finanzminister Aichi Kiichi und der damalige Premierminister Eisaku Sato, waren Bewunderer seiner Werke und ermutigten Mishima gegen Minobe als Gouverneur Tokios zu kandidieren. Da dieser aber nicht die Absicht hatte, in die Politik zu gehen, wies er das Angebot zurück.
Mishima hatte eine Affinität für Manga und Gekiga, insbesondere für die Werke des Samurai-Mangakas Hiroshi Hirata, die absurdistischen Komödien von Fujio Akatsuka und den Einfallsreichtum von Shigeru Mizuki. Mishima hatte den wöchentlich herauskommenden Manga Ashita no Joe im Shōnen Magazine abonniert. Als er einmal die neue Ausgabe des Magazins aufgrund der Dreharbeiten zu Black Lizard verpasste, erschien er gegen Mitternacht im Redaktionsbüro des Magazins und sagte mutmaßlich: „Ich verlange, dass ihr mir die heute erschienene Ausgabe verkauft.“ Er war außerdem ein Fan von Kaijū (Riesenmonster), allen voran Ultraman und Godzilla.
Mishima war zeit seines Lebens begeistert von Science-Fiction und merkte dazu an, dass „Science Fiction die erste Form von Literatur (sein wird), die modernen Humanismus (überwinden wird)“. Vor allem Arthur C. Clarkes Die letzte Generation bewunderte er:

„Auch wenn ich unbeschreiblich unangenehme Gefühle und Gedanken hatte, als ich das Buch zu Ende gelesen hatte, zögere ich nicht, es ein Meisterwerk zu nennen.“

Mishima machte ab 1964 jedes Jahr mit seiner Frau und seinen Kindern Urlaub auf der Izu-Halbinsel in Shimoda. Dort traf er sich regelmäßig mit seinen US-amerikanischen Freunden, wie seinem späteren Biografen Henry Scott-Stokes. Mishima zeigte sich US-Amerikanern nie feindlich gesinnt, reagierte aber vermeintlich harsch, als Scott-Stokes ihm von seinem Aufenthalt im Kurofone (übersetzt Schwarze Schiffe) berichtete. Unter Schwarzen Schiffen wurden herkömmlich solche verstanden, die von Kommandeur Matthew Calbraith Perry nach Japan gelenkt wurden, um diesen – nach heutigen völkerrechtlichen Standards – unausgeglichene internationale Geschäftsbeziehungen zum Ende der Edo-Zeit aufzwangen.
Wenngleich er ihrem Materialismus skeptisch gegenüber stand, war Mishima ein Freund der US-amerikanischen Nachkriegsbevölkerung, die er als „außerordentlich höflich“ beschrieb. Seine Flitterwochen verbrachte er im neugeöffneten Disneyland Resort in Anaheim, Kalifornien. Das Japanische Neujahrsfest 1970 (1. Januar 1970) – des Jahres, in dem er sterben sollte – wollte er ursprünglich mit seiner Familie im Disneyland Resort verbringen, um mit seinen Kindern die Erinnerungen an seine Flitterwochen wiederzuerleben. Dieser Wunsch sollte sich jedoch nie erfüllen, da seine Frau darauf bestand, erst nach Fertigstellung der Das Meer der Fruchtbarkeit-Tetralogie in die USA fliegen zu wollen.
Zum Ende seines Lebens unterstützte Mishima eine sehr einzigartige Form von Nationalismus, die ihn sowohl bei der Politischen Linken als auch bei konventionellen Nationalisten verhasst werden ließ, Erstere insbesondere wegen seiner Treue zum Bushidō, dem Ehrenkodex der Samurai, Letztere wegen seiner Niederschrift Bunka Bōeiron (dt. Verteidigung der Kultur), in welcher er den damaligen Kaiser von Japan, Hirohito, beschuldigte, keine Verantwortung für die gefallenen japanischen Soldaten im Zweiten Weltkrieg übernommen zu haben.
Seine Grabstätte befindet sich auf dem Friedhof Tama in Fuchū (Präfektur Tokio).

## Familie
|  |                  |  |  |  |  |  |  |  |  |  |  |  |  |
|  | Takichi Hiraoka  |  |  |  |  |  |  |  |  |  |  |  |  |
|  |                  |  |  |  |  |  |  |  |  |  |  |  |  |
|  |                  |  |  |  |  |  |  |  |  |  |  |  |  |
|  | Sadataro Hiraoka |  |  |  |  |  |  |  |  |  |  |  |  |
|  |                  |  |  |  |  |  |  |  |  |  |  |  |  |
|  |                  |  |  |  |  |  |  |  |  |  |  |  |  |
|  | Tsuru Hiraoka    |  |  |  |  |  |  |  |  |  |  |  |  |
|  |                  |  |  |  |  |  |  |  |  |  |  |  |  |
|  |                  |  |  |  |  |  |  |  |  |  |  |  |  |
|  | Azusa Hiraoka    |  |  |  |  |  |  |  |  |  |  |  |  |
|  |                  |  |  |  |  |  |  |  |  |  |  |  |  |
|  |                  |  |  |  |  |  |  |  |  |  |  |  |  |
|  | Iwanosuke Nagai  |  |  |  |  |  |  |  |  |  |  |  |  |
|  |                  |  |  |  |  |  |  |  |  |  |  |  |  |
|  |                  |  |  |  |  |  |  |  |  |  |  |  |  |
|  | Natsu Hiraoka    |  |  |  |  |  |  |  |  |  |  |  |  |
|  |                  |  |  |  |  |  |  |  |  |  |  |  |  |
|  |                  |  |  |  |  |  |  |  |  |  |  |  |  |
|  | Takashi Nagai    |  |  |  |  |  |  |  |  |  |  |  |  |
|  |                  |  |  |  |  |  |  |  |  |  |  |  |  |
|  |                  |  |  |  |  |  |  |  |  |  |  |  |  |
|  | Yukio Mishima    |  |  |  |  |  |  |  |  |  |  |  |  |
|  |                  |  |  |  |  |  |  |  |  |  |  |  |  |
|  |                  |  |  |  |  |  |  |  |  |  |  |  |  |
|  | Asaharu Segawa   |  |  |  |  |  |  |  |  |  |  |  |  |
|  |                  |  |  |  |  |  |  |  |  |  |  |  |  |
|  |                  |  |  |  |  |  |  |  |  |  |  |  |  |
|  | Kenzo Hashi      |  |  |  |  |  |  |  |  |  |  |  |  |
|  |                  |  |  |  |  |  |  |  |  |  |  |  |  |
|  |                  |  |  |  |  |  |  |  |  |  |  |  |  |
|  | Soto Segawa      |  |  |  |  |  |  |  |  |  |  |  |  |
|  |                  |  |  |  |  |  |  |  |  |  |  |  |  |
|  |                  |  |  |  |  |  |  |  |  |  |  |  |  |
|  | Shizue Hiraoka   |  |  |  |  |  |  |  |  |  |  |  |  |
|  |                  |  |  |  |  |  |  |  |  |  |  |  |  |
|  |                  |  |  |  |  |  |  |  |  |  |  |  |  |
|  | Hashi Kendo      |  |  |  |  |  |  |  |  |  |  |  |  |
|  |                  |  |  |  |  |  |  |  |  |  |  |  |  |
|  |                  |  |  |  |  |  |  |  |  |  |  |  |  |
|  | Tomi Hashi       |  |  |  |  |  |  |  |  |  |  |  |  |
|  |                  |  |  |  |  |  |  |  |  |  |  |  |  |
|  |                  |  |  |  |  |  |  |  |  |  |  |  |  |
|  | unbekannt        |  |  |  |  |  |  |  |  |  |  |  |  |
|  |                  |  |  |  |  |  |  |  |  |  |  |  |  |
|  |                  |  |  |  |  |  |  |  |  |  |  |  |  |

Großeltern

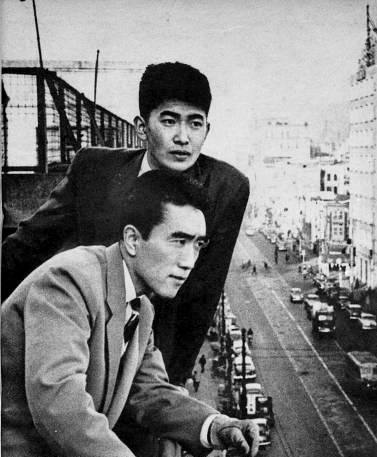
Mishima (unten) mit Shintarō Ishihara (1956)

- Großvater: Sadatarō Hiraoka (1863–1942)
- Großmutter: Natsuko Hiraoka (1876–1939)

Eltern
- Vater: Azusa Hiraoka (1894–1976)
- Mutter: Shizue Hiraoka (1905–1987)

Geschwister
- Bruder: Chiyuki Hiraoka (1930–1996)
- Schwester: Mitsuko Hiraoka (1928–1945)

Weitere Verwandte
- Onkel: Hashira Hashi (1884–1936)

Ehe
- Ehefrau: Yoko Sugiyama (1937–1995)
  - Tochter: Noriko Hiraoka (* 1959)
  - Sohn: Ichiro Hiraoka (* 1962)

## Vermächtnis (Auswahl)

### Architektur

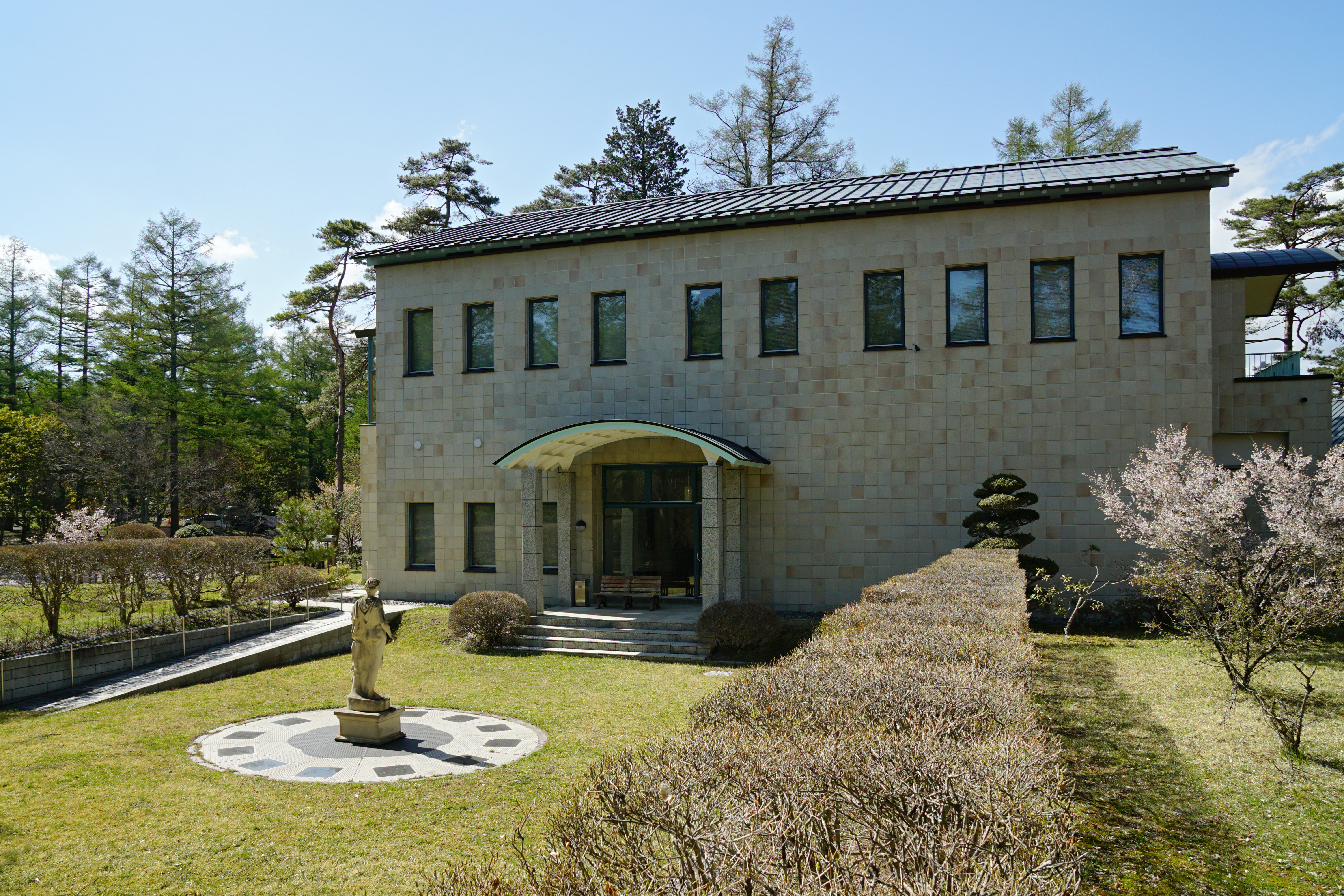
Das Yukio Mishima Literary Museum in Yamanakako

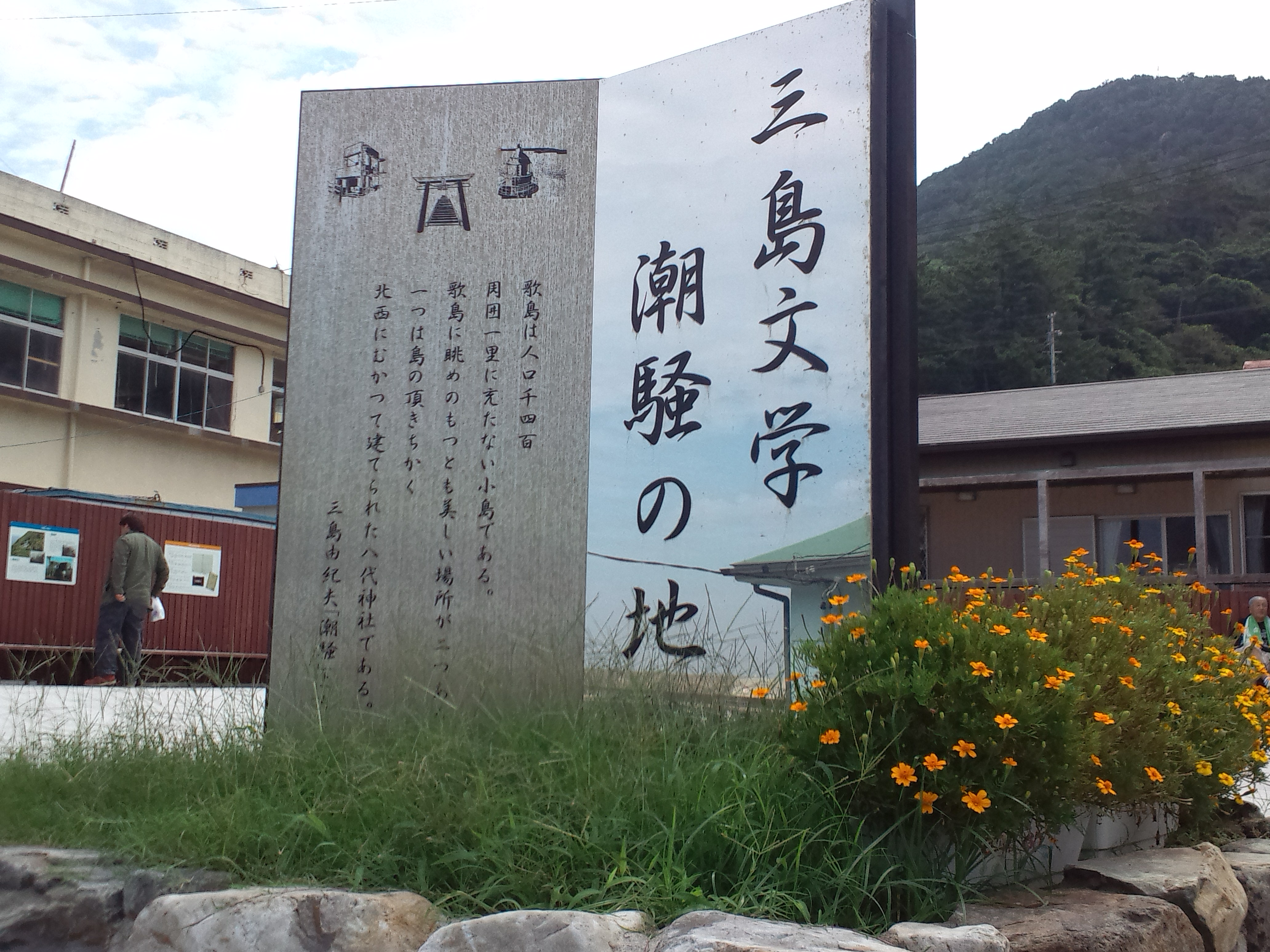
Monument für Mishima auf der Kamishima-Insel als Ehrung seines Buches Der Klang der Wellen

Am 9. Januar 1983 wurde der Yukio Mishima-Schrein in Fujinomiya fertiggestellt.
Zur Ehrung seines Schaffens wurde das „Yukio-Mishima-Literaturmuseum“ in Yamananako, Präfektur Yamanashi erbaut und am 3. Juli 1999 eingeweiht.
Mishima wurde weltweit, aber insbesondere innerhalb Japans, eine Vielzahl von Denkmälern und Kenotaphen errichtet. Die monumentalsten befinden sich in Kakogawa in der Präfektur Hyōgo, dem letzten permanenten Wohnort von Mishimas Großeltern, der Militärbasis der Selbstverteidigungskräfte in Gotemba, Präfektur Shizuoka und auf dem Campus der Risshō-Universität in der Präfektur Shimane (Monument zu Ehren Yukio Mishimas und Masakatsu Moritas).

### Literatur

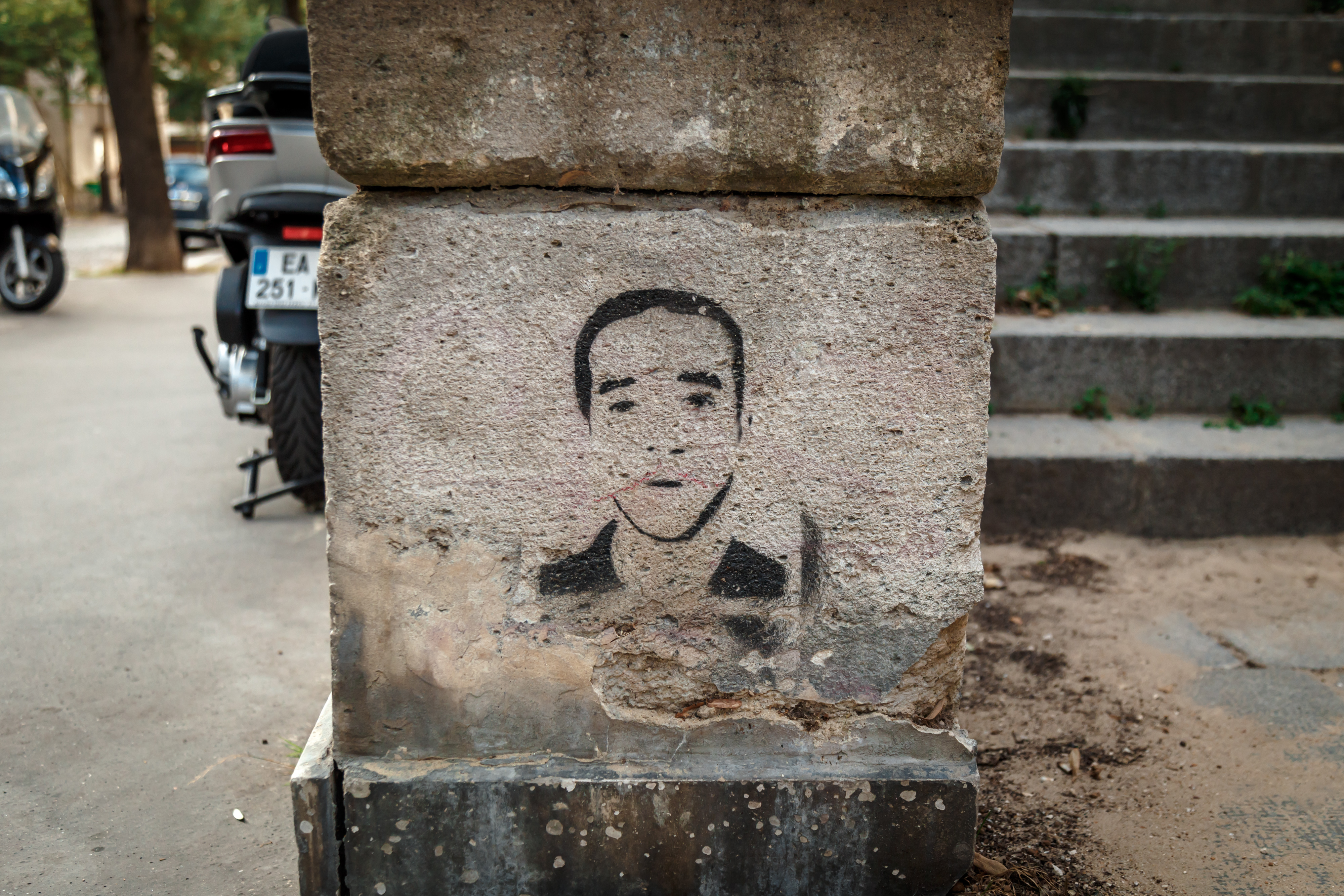
Abdruck von Mishima in Montmartre, Paris, Frankreich.

### Film
1958 verfilmte Kon Ichikawa Mishimas Roman Der Tempelbrand als Der Tempel zur Goldenen Halle (im Original Enjō 炎上).
Lewis John Carlino verfilmte 1976 Gogo no eikō unter dem Titel Der Weg allen Fleisches.
1985 drehte der US-amerikanische Regisseur Paul Schrader unter dem Titel Mishima – Ein Leben in vier Kapiteln einen Film über Mishimas Leben. Obwohl ursprünglich für die Teilnahme am Tokyo International Film Festival vorgesehen, wurde der Film wegen Drohungen rechtsradikaler Gruppierungen und Einwänden von Mishimas Witwe, der die Thematisierung von Mishimas Homosexualität missfiel, nicht ins Programm aufgenommen. Bis heute wurde der Film nicht in japanischen Kinos gezeigt.
1998 wurde der Film Schule des Begehrens veröffentlicht, der auf dem Roman Nikutai no gakkō (1963) basiert.
2012 wurde der Film 11.25 Jiketsu no Hi: Mishima Yukio to Wakamonotachi (11・25自決の日 三島由紀夫と若者たち) des japanischen Regisseurs Kōji Wakamatsu über Mishimas Putschversuch veröffentlicht.
Für 2020 war ein weltweiter Kinostart der Dokumentation Mishima: The Last Debate von Keisuke Toyoshima geplant, der die 1969er Podiumsdiskussion zwischen Mishima und linksextremen Studentengruppen in der Universität Tokio restauriert. Aufgrund der COVID-19-Pandemie wurde der Film zunächst nur innerhalb ausgewählter Kinos in Japan ausgestrahlt.

### Musikalische Bearbeitungen
- Gogo no eikō (午後の曳航)

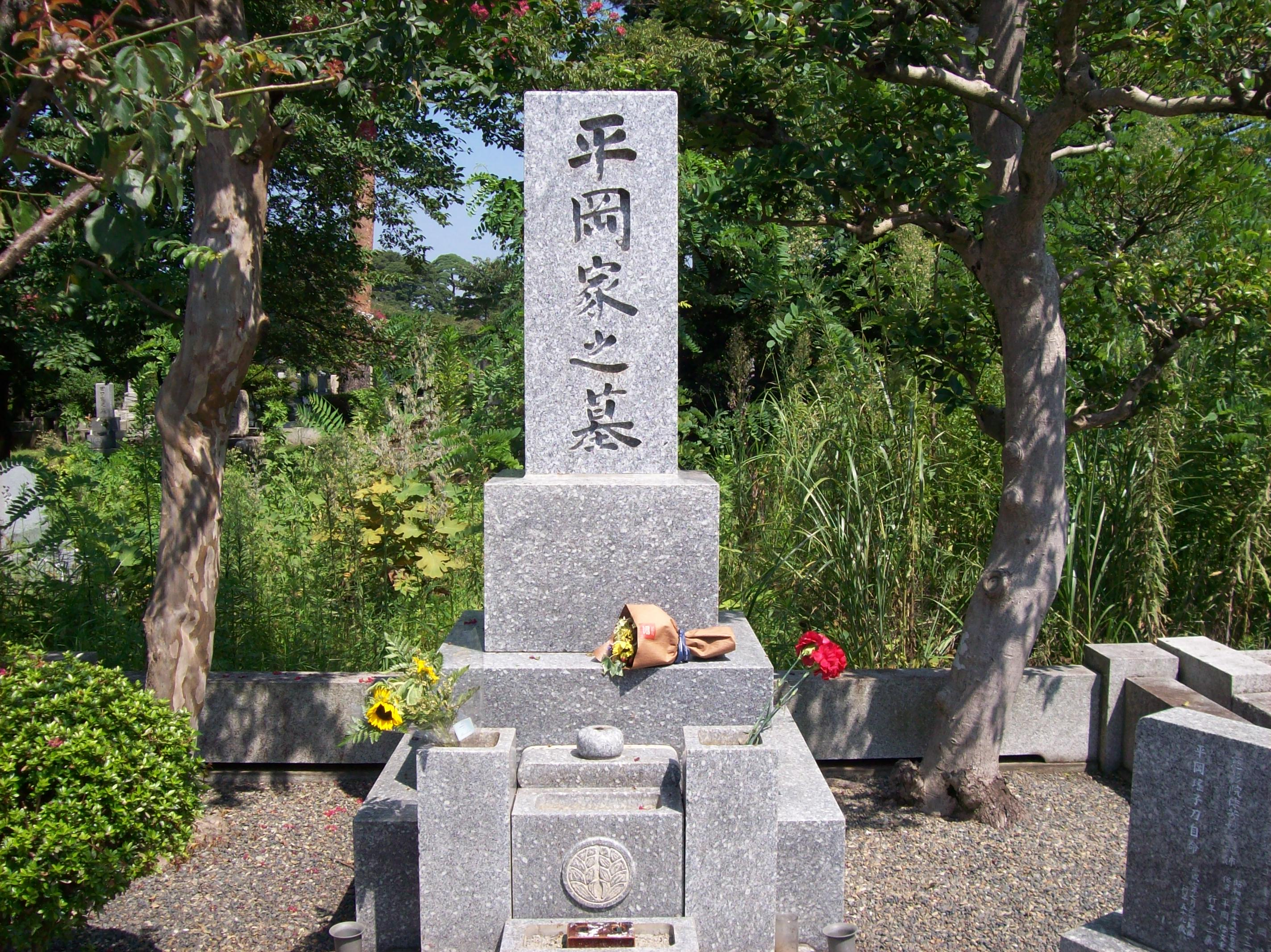
Grab von Mishima

  - Bearbeitung: Das verratene Meer (1986–1989; revidiert 1992). Musikdrama in 2 Akten. Libretto: Hans-Ulrich Treichel. Musik: Hans Werner Henze. UA am 5. Mai 1990 Berlin (Deutsche Oper). Neufassung: Gogo No Eiko (2003; revidiert 2005). UA am 15. Oktober 2003 Tokio (Suntory Hall). UA (revidierte Fassung) 26. August 2006 Salzburg (Festspiele)
- Kinkakuji (金閣寺)
  - Oper in 3 Akten (1976). Libretto: Claus H. Henneberg. Musik: Toshirō Mayuzumi. UA am 23. Juni 1976 Berlin (Deutsche Oper)

Der Musiker David Bowie malte ein expressionistisches Porträt Mishimas, welches bis kurz nach seinem Tod in seiner Residenz in Berlin hing.

### Politik
Der Mishima-Vorfall gilt als maßgeblich für einen Aufschwung sogenannter neurechter Gruppierungen in Japan.
Seit 1972 veranstaltet die rechtsextreme japanische Gruppierung Issuikai zusammen mit anderen rechtsgerichteten Gruppen am Grab von Mishima jährlich ein Heldengedenktreffen. Im Gegensatz zu älteren rechten Gruppierungen, wie der Greater Japan Patriotic Party von Bin Akao, die einer pro-amerikanischen, anti-kommunistischen Richtung angehörten, pointieren neurechte Gruppen wie die Issuikai eine mehr anti-amerikanische und ethisch-nationalistische Ansicht.
2014 war Mishima einer der Eröffnungs-Preisträger im Rainbow Honor Walk, einer Ruhmeshalle im LGBTQ-Viertel The Castro, San Francisco.

## Werke (Auswahl)

### Romane
- 1948: Diebe (盗賊, Tōzoku)
- 1949: Bekenntnisse einer Maske (仮面の告白, Kamen no Kokuhaku)
- 1950: Liebesdurst (愛の渇き, Ai no kawaki)
- 1951–1953: Verbotene Farben (禁色, Kinjiki)
  - 1951: 1. Band als Kinjiki
  - 1953: 2. Band als Higyo
- 1954: Der Klang der Wellen (潮騒, Shiosai)
- 1956: Der Tempelbrand (金閣寺, Kinkakuji)
- 1959: Kyōkos Haus (鏡子の家, Kyōko no ie)
- 1960: Nach dem Bankett (宴のあと, Utage no Ato)
- 1961: Das Spiel des Biestes (獣の戯れ, Kemono no Tawamure)
- 1962: Ein bezaubernder Stern (美しい星, Utsukushii Hoshi)
- 1963: Schule des Begehrens (肉体の学校, Nikutai no Gakkō)
- 1963: Der Seemann, der die See verriet (午後の曳航, Gogo no Eikō)
- 1964: Seide und Erkenntnis (絹と明察, Kinu to Meisatsu)
- 1968: Leben zu verkaufen (命売ります, Inochi Urimasu)
- 1969–1971: Das Meer der Fruchtbarkeit (豊饒の海, Hōjō no Umi)
  - 1969: Schnee im Frühling (春の雪, Haru no Yuki)
  - 1969: Unter dem Sturmgott (奔馬, Honba)
  - 1970: Der Tempel der Morgendämmerung (暁の寺, Akatsuki no Tera)
  - 1971: Die Todesmale des Engels (天人五衰, Tennin Gosui)

### Novellen
- 1950: Reine weiße Nacht (純白の夜, Junpaku no Yoru)
- 1950: Blaue Ära (青の時代, Ao no Jidai)
- 1960: Stern (スタア, Sutā)

### Kurzgeschichten
- 1941: Der Wald in voller Blüte (花ざかりの森, Hanazakari no Mori)
- 1946: Das Mittelalter (中世, Chūnen)
- 1948: Eine Geschichte am Kap (岬にての物語, Misaki nite no Monogatari)
- 1954: Der Junge, der Geschichte schrieb (詩を書く少年)
- 1961: Patriotismus (憂国, Yūkoku)
- 1965: Acts of Worship (三熊野詣, Mikumano Mōde, Sammlung)
  - 1946: Die Zigarette (煙草, Tabako)
  - 1955: Meer und Sonnenuntergang (海と夕焼, Umi to yuya)
  - 1963: Springbrunnen im Regen (雨のなかの噴水, Ame no naka no funsui)
  - 1963: Rosinenbrot (レーズンパン, Rēzunpan)
  - 1963: Schwert (剣, Ken)
  - 1965: Martyrium (殉教, Junkyō)
  - 1965: Acts of Worship (三熊野詣, Mikumanomōde)
- 1965: Die Pfauen (孔雀, Kujaku)
- 1966: Die Stimmen der heroischen Toten (英霊の聲, Eirei no Koe)
- 1966: Tod im Hochsommer (真夏の死, Manatsu no Shi, Sammlung)
  - 1953: Tod im Hochsommer (真夏の死, Manatsu no Shi)
  - 1954: Der Priester des Tempels in Shiga und seine Liebe (志賀寺上人の恋, Shiga dera shōnin no koi)
  - 1957: Der Onnagata (女方, On'nagata)
  - 1958: Die sieben Brücken (橋づくし, Hashi-dzukushi)
  - 1960: Eine Million Yen in Reiskuchen (百万円煎餅, Hyakuman’en senbei)
  - 1962: Thermosflaschen (魔法瓶, Mahōbin)
  - 1963: Die Perle (真珠, Shinju)
  - 1966: Windeln (新聞紙, Shimbun-gami)

### Bühnenwerke in Buchform
- 1956: Fünf moderne Nō-Spiele (石桁 真礼生, Kindai nōgakushū)
  - 1950: Das magische Kissen (邯鄲, Kantan)
  - 1951: Die Damasttrommel (綾の鼓, Aya no Tsuzumi)
  - 1952: Komachi am Grab (卒塔婆小町, Sotoba Komachi), handelt von der Dichterin Ono no Komachi
  - 1954: Die Dame Aoi (葵の上, Aio no Ue)
  - 1955: Die getauschten Fächer (班女, Hanjo)
  - 1955: Gesicht im Spiegel (道成寺, Dōjōji)
  - 1956: Yuya (熊野)
  - 1956: Der blinde Jüngling (弱法師, Yoroboshi)
- 1956: Rokumeikan (鹿鳴館_(戯曲), Rokumeikan)
- 1961: Schwarze Eidechse (黒蜥蜴, Kuro Tokage)
- 1961: Zehntages Chrysanthemen (十日の菊, Tōkanokiku)
- 1963: Die Harfe des Glücks (喜びの琴, Yorokobi no koto)
- 1965: Madame de Sade (サド侯爵夫人, Sado Kōshaku Fujin)
- 1967: Aufstieg und Fall der Suzakus (朱雀家の滅亡, Suzaku-ke no Metsubō)
- 1968: Mein Freund Hitler (わが友ヒットラー, Waga Tomo Hittorā)
- 1969: Die Terrasse des aussätzigen Königs (癩王のテラス, Raiō no Terasu)

### Reine Bühnenwerke
- 1954: Des Sardinenverkäufers Liebesnest (鰯賣戀曳網 Iwashi Uri Koi Hikiami)
- 1955: Lady Fuyo und die Wahrheit hinter dem Ōuchi-Klan (芙蓉露大内実記, Fuyō no Tsuyu Ōuchi Jikki)
- 1969: Eine Sage: Der Mondbogen oder Halbmond – Die Abenteuer des Tametomo (椿説弓張月, Chinsetsu Yumiharizuki)

### Kritiken, Miszellen und Essays
- 1941: Der Weg der Götter (惟神之道, Shintō)
- 1952: Der Becher des Apollo (アポロの杯, Aporo no Sakazuki)
- 1958–1959: Unterricht über unethische Erziehung (不道徳教育講座, Fudōtoku Kyōiku Kōza)
- 1960: Eine politische Ansicht (政治的見解, Seidjiteki kenkai)
- 1963: Meine Selbstfindungsphase (私の遍歴時代, Watashi no Henreki Jidai)
- 1967: Zu einer Ethik der Tat: Einführung in das Hagakure (葉隠入門, Hagakure Nyūmon)
- 1968: Sonne und Stahl (太陽と鐡, Taiyō to Tetsu)
- 1968: Verteidigung einer Kultur (文化防衛論, Bunka Bōei-ron)

## Filmografie
Mishima spielte im Laufe seiner Karriere in mehreren Filmen mit. Patriotismus basiert auf seiner eigenen Kurzgeschichte und wurde von ihm selbst finanziert. Zur Veröffentlichung des Films publizierte Mishima in limitierter Auflage eine unbenannte Magazinreihe, in der er im Detail auf den Produktionsprozess des Films eingeht. Patriotismus gewann den 2. Platz auf dem International Short Film Festival in Tours im Januar 1966. Im Jahr 2006 wurde er in die Criterion Collection aufgenommen.
International veröffentlicht
- 1960: Afraid to Die(Protagonist)
- 1966: Patriotismus (Yūkoku) (Protagonist)
- 1968: Black Lizard (Kurotokage) (Nebenrolle)
- 1969: Hitokiri (Tenchu) (Nebenrolle)

Nur in Japan veröffentlicht
- 1951: Jumpaku no Yoru (Cameo als Tänzer)
- 1959: Fudōtoku Kyōikukōza (Cameo als er selbst)

## Hörspiele in Deutschland
- 1958: Zwei moderne Nô-Spiele: Die getauschten Fächer und Die Damasttrommel – Übersetzung aus dem Amerikanischen: Gerda von Uslar; Regie: Helmut Brennicke (Hörspielbearbeitung – BR)
- 1958: Das Traumkissen. Ein japanisches Nô-Spiel – Übersetzung aus dem Amerikanischen: Gerda von Uslar; Regie: Carl Nagel (Hörspielbearbeitung – RB)
- 1960: Gesicht im Spiegel – Übersetzung aus dem Amerikanischen: Gerda von Uslar; Bearbeitung und Regie: Rolf von Goth (Hörspielbearbeitung – SFB)
- 1961: Die getauschten Fächer – Übersetzung aus dem Amerikanischen: Gerda von Uslar; Regie: Hans Dieter Schwarze (Hörspielbearbeitung, Kurzhörspiel – SWF)
- 1961: Die hundertste Nacht – Übersetzung aus dem Amerikanischen: Gerda von Uslar; Regie: Hans Dieter Schwarze (Hörspielbearbeitung – SWF)
- 1990: Yokohama. (Vorlage: Der Seemann, der die See verriet) – Übersetzung: Sachiko Yatsushiro; Regie: Hans Rosenhauer (Hörspielbearbeitung – NDR)
- 1998: Madame de Sade – Übersetzung: Yoshi Oida, Felix Prader; Regie: Götz Naleppa (Hörspielbearbeitung – NDR)
- 2000: Waga tomo Hittora – Mein Freund Hitler. Szenische Lesung live aus dem Marstall (München) – Übersetzung: Antje Seidel, Olaf Moeller; Bearbeitung und Regie: Michael Farin (Lesung – BR)